# Cuerpo de bomberos de la Comunidad de Madrid

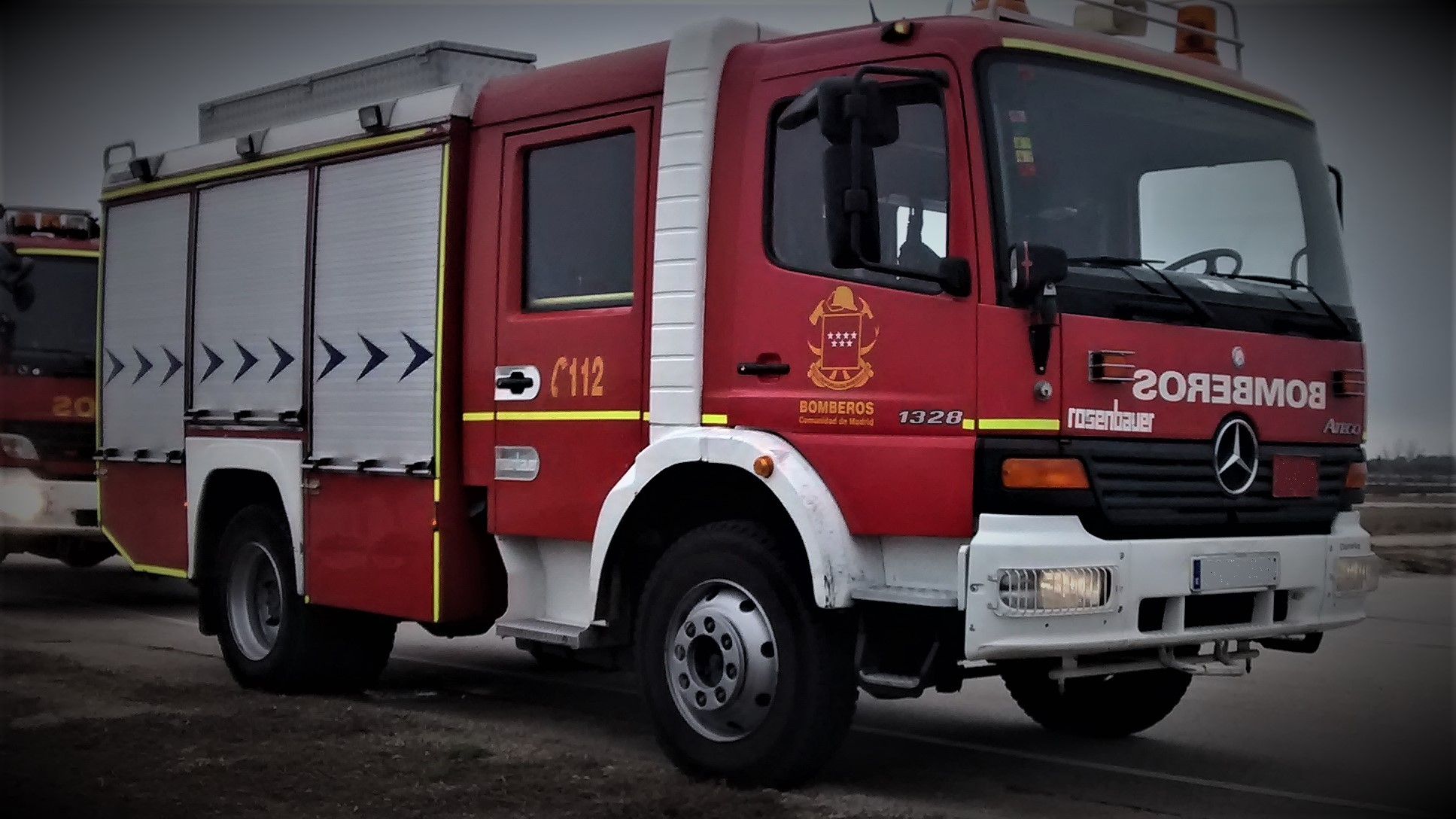
Bomba Mercedes-Benz

El Cuerpo de Bomberos de la Comunidad de Madrid (España) tiene su origen el 28 de septiembre de 1967 como el Servicio de Prevención y Extinción de Incendios. En nada se parece el actual Cuerpo, al que hace más de 50 años inició José Luis Calle García, con apenas tres parques con una bomba ligera (Land Rover) y una pesada (Pegaso Comet) cada uno.

## Historia e intervenciones relevantes[3]
Debido a que el año 1967 fue peor que el anterior en cuanto a incendios forestales (en los que mueren tres personas en San Martín de Valdeiglesias luchando contra ellos), y tras un informe de José Rodríguez Tarduchy, el 28 de septiembre de 1967, se crea el Servicio de Prevención y Extinción de Incendios (SPEI), dependiente del Servicio Forestal de la Diputación Provincial de Madrid.
El 15 de marzo de 1968 se procede, en la Escuela de Capataces de Villaviciosa de Odón, al acto de presentación de los seis vehículos destinados a los tres parque que se establecieron finalmente en Madrid: Cercedilla, San Martín de Valdeiglesias y Torrelaguna y se construyen la Dehesa de Mari Martín, Navalcarnero, la primera torre de vigilancia construida en madera.
En 1969 se ponen en funcionamiento los parques de Colmenar Viejo y Alcalá de Henares. También se ubica una nueva torre de vigilancia en monte de El Sotillo de Villaviciosa de Odón.
El 29 de enero de 1970 se aprueba el primer Reglamento del Servicio de Prevención y Extinción de Incendios y se construyen los parques de Villaviciosa de Odón, Arganda del Rey y El Escorial, se les dota con una autobomba de 3.500 litros. Se instala la primera torre de vigilancia metálica para sustituir la antigua de madera de Navalcarnero. Y se instalarán dos nuevas metálicas de 21,5 metros de altura, en Navalcarbón (Las Rozas) y en Valdelatas (Madrid).
En 1971 se crea un parque en Navalcarnero, una nave ubicada en la dehesa de Mari Martín y Se suscribe la primera póliza de seguros específica para el personal que colabora con el Servicio. 
En 1972 se inauguran los nuevos parques de: Aldea del Fresno, Valdelatas, Pinto, Lozoyuela, Villarejo de Salvanés, Las Rozas, Navalcarnero (en el monte de la Diputación) y Aranjuez. Se inicia la tramitación de una convocatoria de las diez primeras plazas de funcionario del servicio.
En 1973 se inaugura el parque de Rascafría y Robledo de Chavela (pero sólo activo en verano). La flota de vehículos en este año ascendía a 19 autobombas pesadas de 3.000 litros, 2 autobombas ligeras Land Rover y dos vehículos ligeros de apoyo.
En 1975, se inaugura un nuevo parque en Aranjuez y en Parla.
En 1977 se inauguran los parques de Colmenar de Oreja y Alcalá de Henares. Surgen las primeras protestas laborales del persona con la

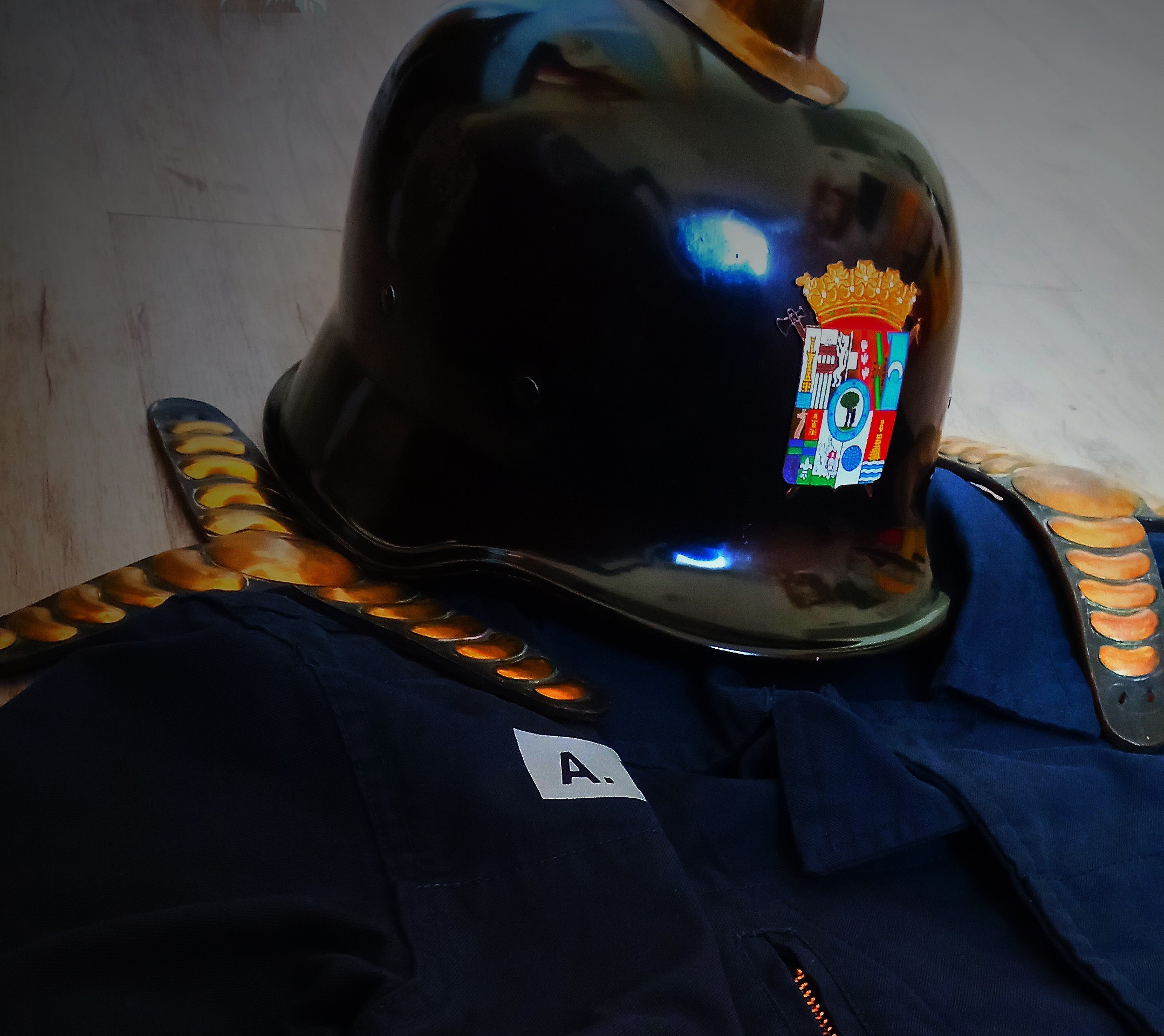
Casco del año 1972

aparición de grandes pancartas y un encierro de dos días en el parque de Villaviciosa de Odón. Se aprueba la mayor ampliación de plantilla con 200 plazas de bombero, 70 de bomberos conductores y otras 39 para diferentes categorías.
En 1978 se inaugura el parque de Chincón y el de Alcobendas (operativo en el 1979). El Servicio de Prevención y Extinción de Incendios pasa a denominarse Sección de Lucha contra Incendios y Salvamento.
En 1980 se inaugura el parque de Collado Villalba. 
El 5 de enero de 1981 se produce un accidente al chocar frontalmente un ferrocarril Ter contra una locomotora entre Miraflores y Soto del Real. Seis personas muertas y 23 heridas.
En octubre de 1982 los bomberos de la Diputación se trasladan a Alcira (Valencia) para ayudar en “La Pantanada” provocada por la rotura de la Presa de Tous, debido a las lluvias torrenciales que en algunas localidades alcanzó hasta los 8 metros de altura. Murieron 30 personas.
En 1982 se incorpora a la flota de vehículos del Servicio la primera autoescala para sustituir a los brazos articulados que se usaban en el 1975.
El 25 de febrero de 1983 se aprueba el Estatuto de Autonomía de la CAM (Ley Orgánica 3/1983), y la antigua Diputación Provincial tras siglo y medio, pasa a ser Comunidad Autónoma de Madrid. En agosto, un equipo de los bomberos de la Comunidad de Madrid interviene en las inundaciones que sufrió Bilbao. Comenzó el día 26, la altura del agua alcanzó los 5 metros con los 600 l/m2 en 24h y murieron 34 personas.
El 27 de noviembre de 1983 se produce un accidente aéreo en Mejorada del Campo. En el accidente del Boeing 747 de la compañía colombiana Avianca (Vuelo AV-011) fallecieron 181 personas y tan sólo sobrevivieron 11. Aunque los bomberos tardaron apenas 20 minutos en llegar, se tardó dos horas en extinguir el fuego, lo que impidió que hubiera más supervivientes. Las investigaciones posteriores determinaron que el único culpable del accidente de un error humano del piloto. «El piloto, único causante del accidente aéreo de Mejorada del Campo». Periodico El País. 13 de marzo de 1985.

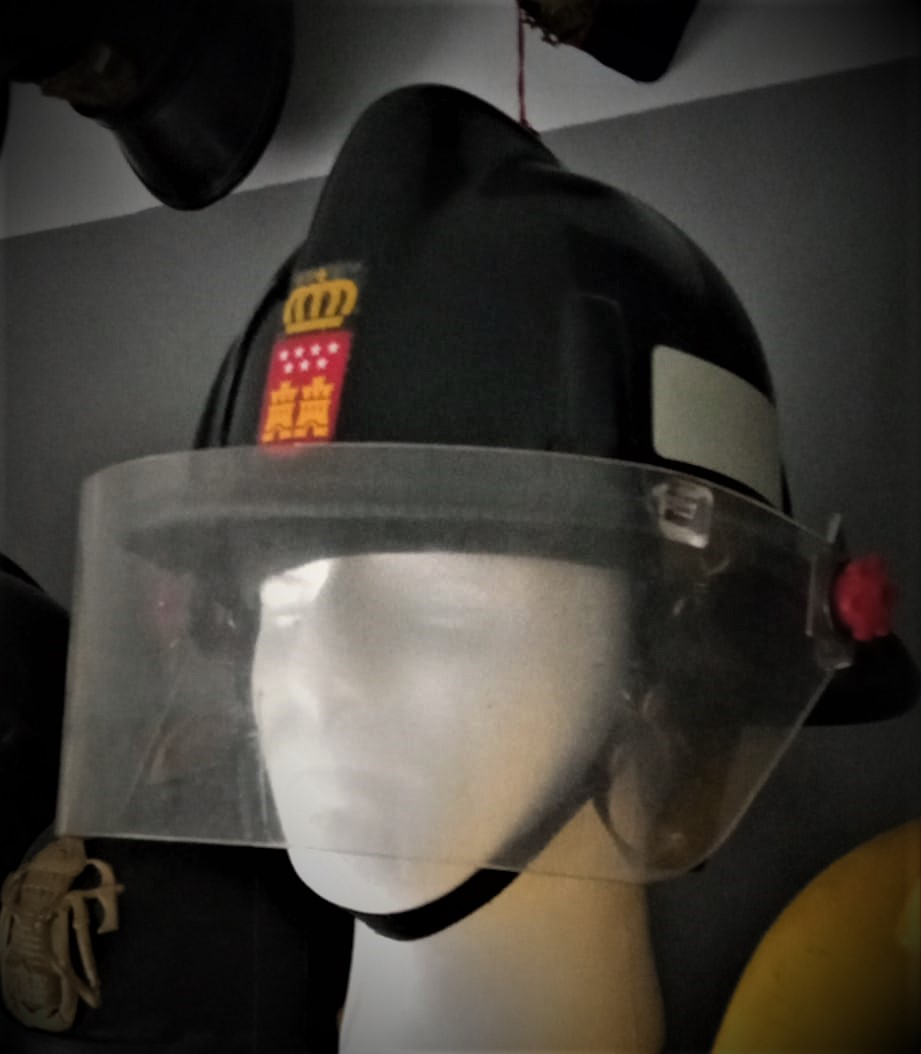
Casco MSA del año 1983

El 7 de diciembre de 1983, un nuevo accidente aéreo, este en la pista de aterrizaje del Aeropuerto de Barajas, deja 93 muertos y 42heridos. Un avión Boeing 727 de la compañía Iberia chocó con el DC-9 de la compañía Aviaco en una de las pistas de despegue. Al igual que en Mejorada, colaboran junto a los bomberos del Ayuntamiento de Madrid.
El 4 de julio de 1985, el Consejo de Gobierno de la CAM mediante el Decreto 94/1985, aprueba el Reglamento del Cuerpo de Bombero de la Comunidad de Madrid, que venía a derogar al primer reglamento de 1970. Por primera vez, de forma oficial, el Servicio se clasifica como “cuerpo de bomberos”. El 19 de agosto de 1985 se desata un incendio en la empresa de plásticos Iberplásticos S.A. en el km 25 de la carretera de Barcelona, generando unas pérdidas de 1.500 millones de pesetas. El fuego se inició en un cuadro eléctrico calcinó la nave de 70 m de largo por 40 m de ancho. No hubo que lamentar heridos entre sus 40 trabajadores. La primera dotación en llegar fue Alcalá de Henares, posteriormente Torrejón y Madrid, pero participaron hasta 16 coches de bomberos.
En septiembre de 1985 un equipo de bomberos dela Comunidad de Madrid se desplaza a Méjico para labores de ayuda y desescombro tras un terremoto.
En 1986, llega la primera unidad NBQ al Servicio. La Dirección General de Protección Civil cede a la Comunidad 6 trajes de protección radiológica y otros tantos de protección química, y además dosímetros, equipos de respiración y analizadores de gases.
Bomberos de la Comunidad de Madrid se desplazan a El Salvador en una operación de ayuda tras un terremoto.
En septiembre de 1987,se implanta el teléfono de emergencias de la Comunidad de Madrid 085 y el Parque de Colmenar Viejo es sustituido por el Parque de Tres Cantos. Se construye el parque de bomberos de Collado Villalba.
A partir de 1988, se empieza a utilizar para la campaña estival un helicóptero cedido por el ICONA para hacer frente a los incendios forestales y establece como base el recién inaugurado parque de Tres Cantos.
En 1980 los gobiernos de España y Egipto llegaron a un gran acuerdo para suministrarle camiones Pegaso y autobuses. En septiembre de 1984, los egipcios dejaron de satisfacer su deuda provocando problemas diplomáticos. Años más tarde, en el año 1987 se ofreció totalmente gratis 593 chasis del Pegaso Halcón 3046/10 de cabina doble a comunidades, provincias y ayuntamientos; y éstos se encargarían de dotarlo para transformarse en camión contraincendios. A la comunidad de Madrid llegarían 20 de éstos camiones en 1988. Fue popularmente conocido como “Gadafi” o “egipcio”. 
Este año ingresan 40 personas a las filas del Servicio.
En 1989, se incorpora un médico y una ATS funcionaria que realizan un estudio de la salud de los miembros de la plantilla e inician los llamados reconocimientos periódicos anuales y se crea la Agrupación Deportiva de Bomberos de la Comunidad de Madrid.
El 12 de junio de 1990 se convoca una concentración frente a la Puerta del Sol.
En 1990 ingresan 125 personas al Cuerpo (10 de ellos oficiales) y por primera vez la plantilla supera los 500 efectivos. Entre los nuevos ingresos de 1990, la primera mujer bombero, Mara Roa (quien aprobó la fase de oposición en 1989) y la primera oficial del Cuerpo Pilar Hernán Martín.
El 12 de febrero de 1991 queda totalmente operativo el Parque de las Rozas con 31 bomberos, 18 conductores, cinco cabos y 3 sargentos.
El 18 de septiembre de 1992, mueren cinco trabajadores forestales de la Agencia de Medio Ambiente (Consejería de Medio Ambiente), mientras trabajaban junto a los bomberos en un incendio en la Sierra del Rincón, parte en la CAM, parte en Guadalajara. Esta cuadrilla quedó cercada por el fuego, y no pudieron escapar.
En 1992, se inicia la construcción del Parque de Coslada y se inicia la construcción en otro terreno de un nuevo parque en Lozoyuela.
El 3 de marzo de 1993, releva a José Luis Calle al frente del Servicio, Luis Villarroel Cortés. En la campaña de verano de 1993 se incorpora la primera brigada helitransportada.
El 30 de septiembre de 1993, el nuevo edificio del 112 y se incorpora CECOP a la sala central.

El 3 de diciembre de 1993 muere en acto de servicio Vicente Arroyo, de 26 años. El domingo 21 de noviembre, este bombero de Collado Villalba, extinguía un incendio originado por un cortocircuito en la sala de contadores, y mientras buscaba a posibles personas atrapadas en este chalet (Calle Juan Van Halen 2, Torrelodones), sufrió un accidente, cayendo cuando una de las claraboyas del tejado cedió desde una altura de un tercer piso. Fue ingresado en el Hospital Clínico de Madrid (con un coma profundo, choque hemorrágico, traumatismo craneoencefálico severo, fractura en la base del cráneo, rotura de costillas, pelvis, codo, muñeca izquierda y una vértebra del cuello) donde su vida se mantuvo en vilo durante los 13 días. «Un bombero está en coma profundo tras caer desde un tejado al intentar rescatar a una mujer». Periódico El País. 23 de noviembre de 1993.

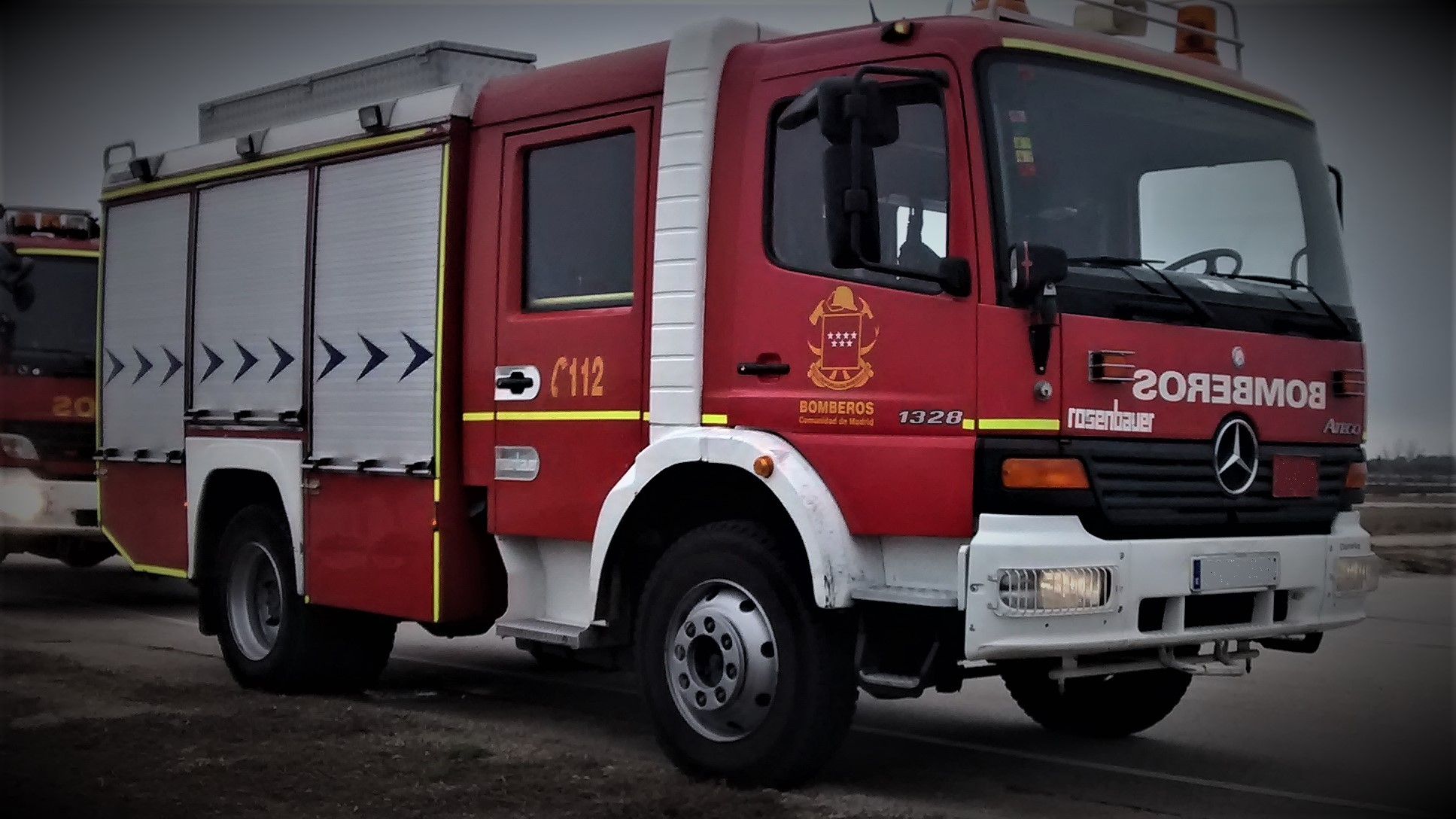
Bomba del año 2004

El 6 de noviembre de 1994 se celebra en Villalba la 1º carrera popular Memorial Vicente Arroyo.
El 28 de diciembre de 1944, la Comunidad de Madrid elabora la Ley 14/1994 que regula los Servicios de Prevención, Extinción de Incendios y Salvamentos, comúnmente conocida como Ley del Fuego.
Este año se ponen en marcha los nuevos parques de Lozoyuela, Coslada y Aranjuez.
Se construye en 1995 el parque de bomberos de Getafe.
El 2 de agosto de 1996, se inaugura el nuevo parque de Villaviciosa de Odón. 
El 28 de octubre de 1996, se pone de manera experimental el Servicio de Emergencias y Rescate de la Comunidad de Madrid (SERCAM) en el Parque de Lozoyuela.
El 29 de noviembre se aprueba el Plan de Inclemencias Invernales de la CAM. Este plan se modificará en varias ocasiones hasta conseguir uno estable en el año 2000.
A la par que el SERCAM, de forma experimental en 1997, empieza a funcionar el Grupo de Rescate en Altura (GERA), que trabajarían de forma conjunta.
Se incorpora en 1997 el SIGE, sistema integral de gestión, en CECOP y poco a poco el papel dejaría paso a las pantallas de ordenador. 
El 1 de enero de 1998, entra en funcionamiento el teléfono europeo 112. 
En 1998, Alcalá de Henares se integra en la Comunidad de Madrid y sus 37 bomberos y deja de ser un parque de bomberos municipal.
El 25 de mayo de 1999, se pone en funcionamiento el parque de Arganda del Rey.
El 20 de agosto de 1999, se produce un incendio en el Monte Abantos, que alentado por el viento y la sequía, hizo que se convirtiéndose en una de las mayores catástrofes ecológicas de la región y con mayor repercusión mediática. El siniestro, que comenzó en una rastrojera próxima a la urbanización El Zaburdón a las 15:30. Participaron unas 500 personas, 17 medios aéreos y unos 100 medios terrestres. Se desalojaron unas 87.000 personas en un camping y tres urbanizaciones. Fueron 28 horas de intenso trabajo en las que se perdieron más de 425 hectáreas de bosque, 170.000 árboles calcinados, además de un camión de bomberos y un helicóptero.
Se inaugura en el año 2000, el nuevo parque de bomberos de Aldea del Fresno y el ayuntamiento de Getafe pide la dispensa a la Comunidad, con sus 43 efectivos.
En 2001, se inaugura el parque de bomberos de Pozuelo de Alarcón y los bomberos de la CAM se trasladan a El Salvador tras un terremoto.
En noviembre de 2002 es nombrado jefe del Cuerpo Javier Sanz Asenjo, arquitecto.
En 2003, el ayuntamiento de Torrejón de Ardoz pide la dispensa a la Comunidad, con sus 39 efectivos. Este año se incorpora la mayor promoción de nuevo ingreso, con 167 nuevos bomberos, sobrepasando por primera vez los 1.000 efectivos.

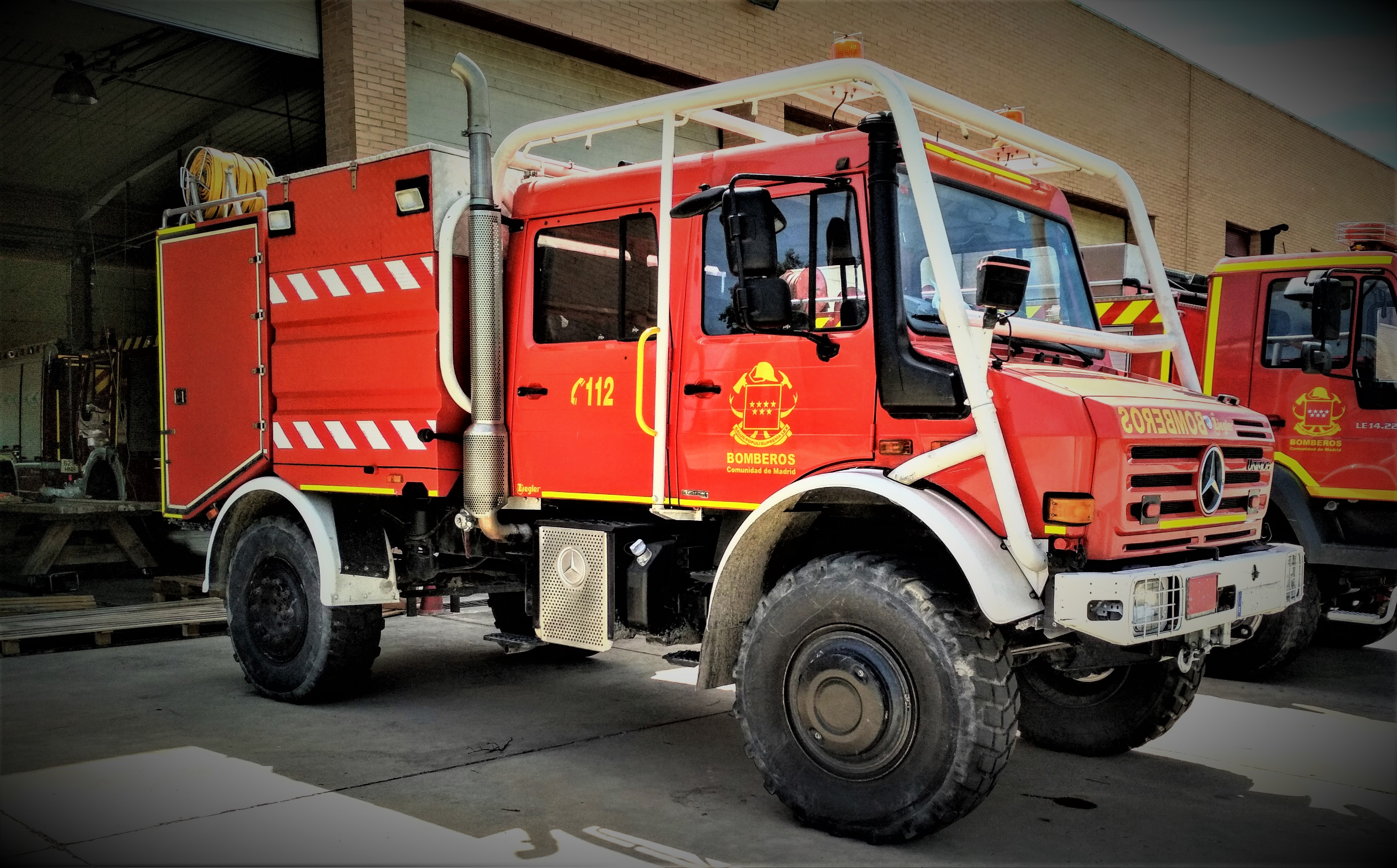
Mercedes Unimog U5000 del año 2007

El 3 de abril de 2004, en un piso en la calle Carmen Martín Gaite de Leganés, los yihadistas que protagonizaron los atentados del 11M, se inmolan, produciendo una gran explosión y causando la muerte al GEO Francisco Javier Torronteras. Los bomberos de la Comunidad de Madrid trabajaron durante tres días de escrupuloso trabajo para no eliminar pistas y con el riesgo de poder encontrar artefactos explosivos. Las tareas fueron la búsqueda, recogida, y limpieza de escombros; y por otra parte, la de saneamiento, apuntalamiento, y aseguramiento de las zonas de trabajo. Cada grupo de trabajo lo conformaban 6 bomberos, 1 policía científica y 1 Tedax.
En 2004 se inicia la incorporación de manómetros digitales (bodyguard) para los equipos de protección respiratoria y se renueva el vestuario de intervención a toda la plantilla, el conocido como U2. Este año, se incorpora la promoción de 165 nuevos ingresos y así, el Cuerpo tenía un personal de 1.296 personas.
El 30 de noviembre de 2005, se establece el escudo de Bomberos de la Comunidad de Madrid con el lema Salux Populi Suprema Lex (El bienestar del pueblo es la ley suprema). 
Se incorporan a los parques las nuevas botellas de aire comprimido aligeradas de composite en 2005.
El 24 de junio de 2006 mueren en acto de servicio Jorge Doblado Simón (32 años) y Fernando García Herreros (40 años) en un accidente de tráfico de la autobomba en el km 3 dea M-40 regresando al Parque de Alcobendas tras una intervención en Brea de Tajo. Serrano, María Isabel (26 de junio de 2006). «Una «maniobra inadecuada», posible causa del siniestro que costó la vida a dos bomberos». Periódico ABC.
En agosto de 2006, se crea el ERICAM (Equipo de Emergencia y respuesta inmediata de la Comunidad de Madrid).http://www.madrid.org/bvirtual/BVCM019269.pdf
El 29 de octubre de 2006, la carrera pedestre memorial Vicente Arroyo, cambia su nombre por tan sólo Memorial. 

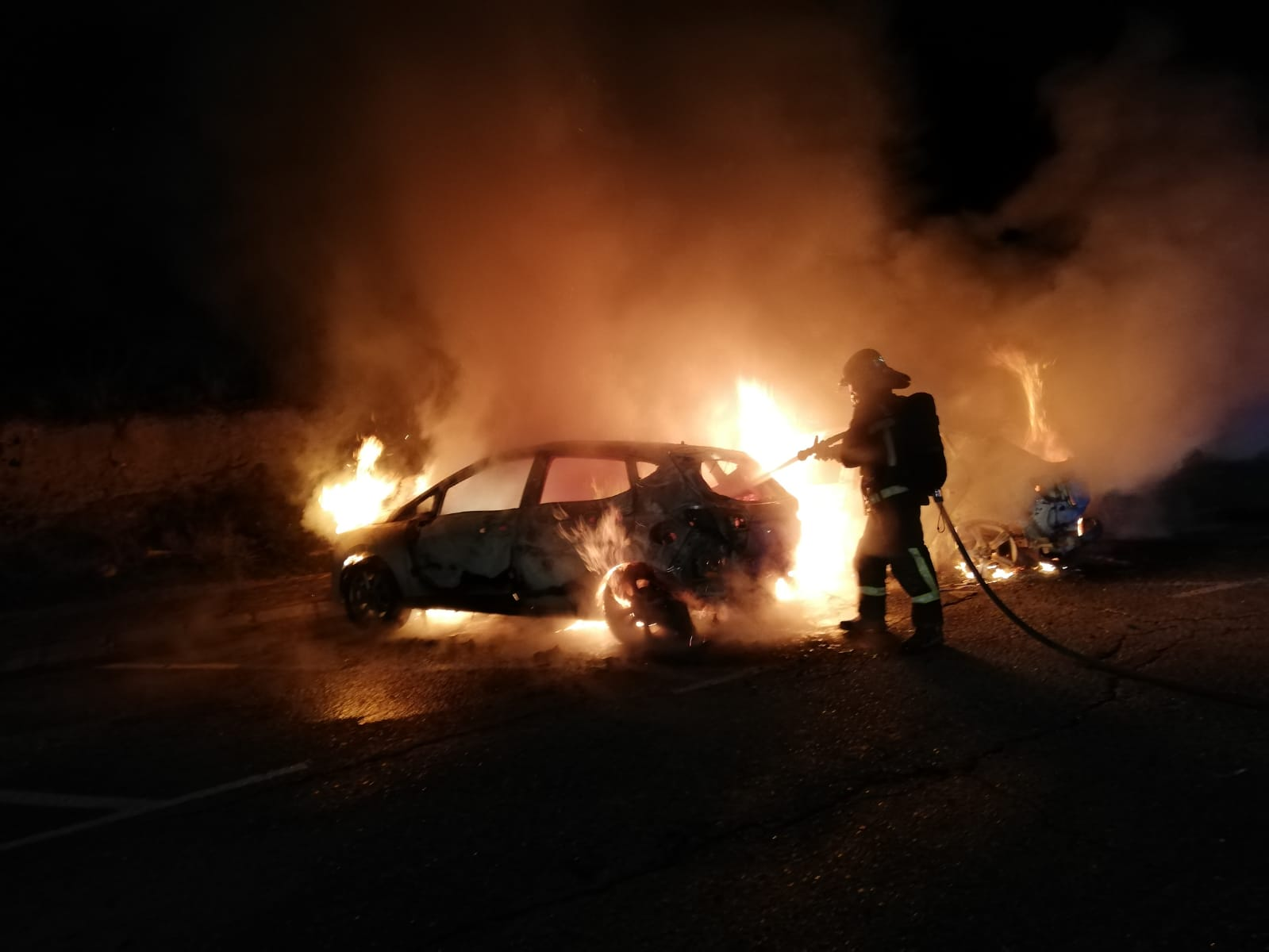

El 30 de diciembre de 2006, apoyamos a los Bomberos del Ayuntamiento y bomberos de AENA en una gran explosión en la Terminal 4 del Aeropuerto de Barajas.
Se incorpora a la flota de vehículos, patrocinado por la Fundación La Caixa, el Puesto de Mando Avanzado (PMA), montado sobre un chasis Mercedes Actros, uno de los más avanzados de su categoría con adelantos en sistemas de comunicación audiovisual e internet.
Abre sus puertas el nuevo parque de Navacerrada en 2006 en un paraje conocido como La Barranca.
En 2007, se incorporan 40 desfibriladores semiautomáticos que irán incorporados en los vehículos de primera y segunda salida de cada parque y se incorpora una promoción de 66 nuevos bomberos de nuevo ingreso.
El 20 de agosto de 2008, un avión de la compañía Spanair (JK5022) modelo MD82, se estrella en Barajas tras su despegue con destino Tenerife, llevándose la vida de 154 personas. La comisión de investigación de accidentes determinó que la causa fue un fallo humano de los pilotos. Ayudaron al rescate y extinción unos 100 bomberos de la CAM.
El 29 de junio de 2010, se produce una explosión e incendio en el centro de adiestramiento de la Guardia Civil de Valdemoro. Intervención peligrosa ya que existía un almacén de explosivos. Intervinieron más de 14 medios de la CAM, y los trabajos se prolongaron unas 6 horas. Hubo bomberos y guardias civiles heridos, y hubo que lamentar un fallecimiento al quedar atrapado por el derrumbe de un tabique.

El 10 de noviembre de 2010, se nombra a Pilar Hernán como jefa del Cuerpo. Ese mismo año, se pone en funcionamiento el SITREM.

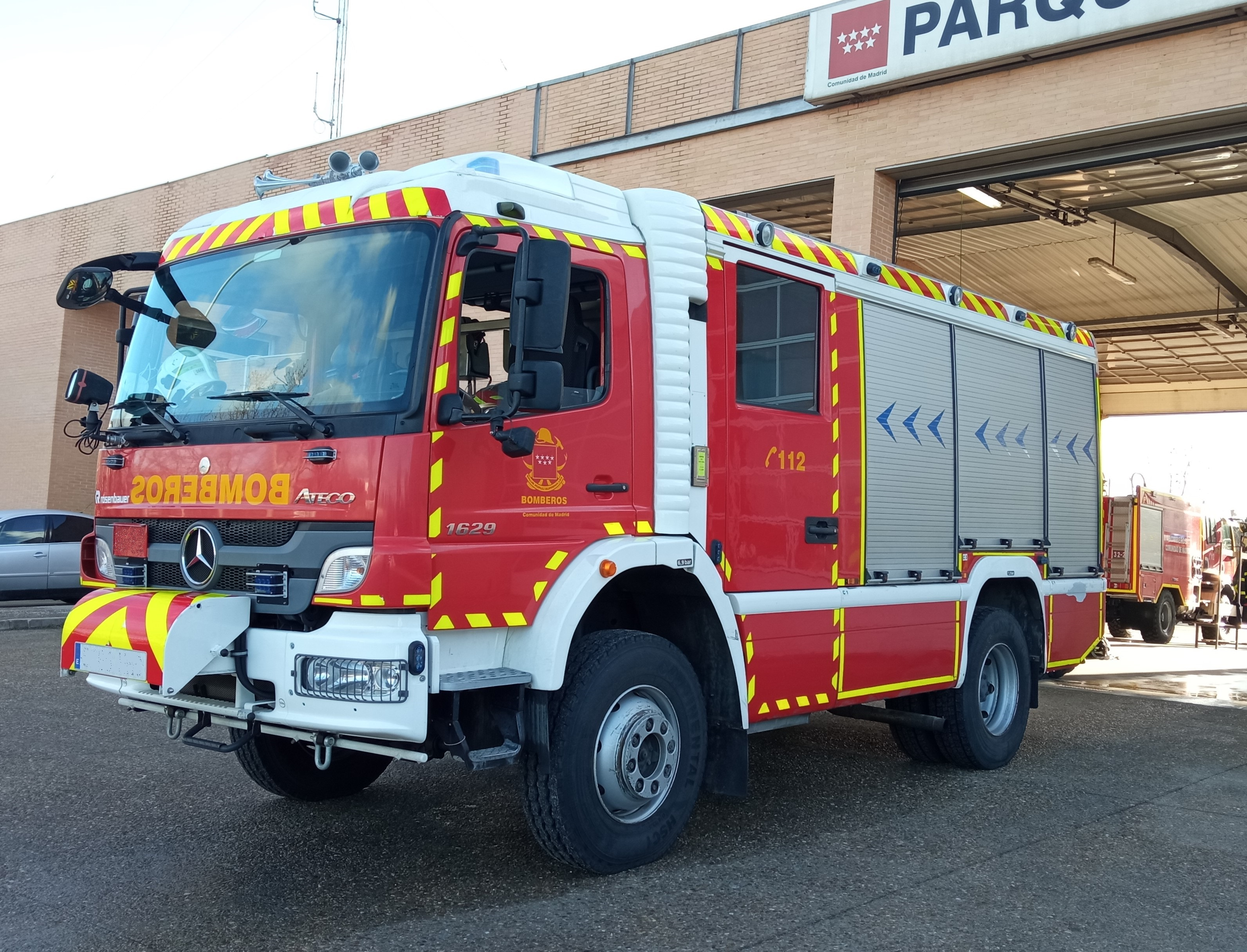
Mercedes Atego At2 de 2012

El 18 de enero de 2011, un gran incendio devora el Leroy Merlín de Majadahonda, en el centro comercial Equinoccio. El fuego arrasó 6000 m² de tienda. Un total de 15 dotaciones de bomberos se trasladaron al lugar. No se produjeron daños personales ni afectó a edificios colindantes.
El 12 de abril de 2013, se produce un incendio en un depósito de neumáticos en San Fernando de Henares en el km 7 de la M-206. En los 1.000 metros cuadrados que tenía el depósito, trabajaron 9 dotaciones de bomberos de la CAM. 
Este año, entran a trabajar en los parques 81 nuevos ingresos tras un proceso selectivo.
El día 5 de junio de 2015, se produce un incendio en el Ayuntamiento de Brunete. El fuego afecta al salón de plenos de la primera planta, la cubierta del edificio y a dos casas anexas. Se movilizan un total de ocho bombas y dos escalas desde Aldea, San Martín, Pozuelo, Rozas y Villaviciosa.
El 1 de octubre de este año, inician la formación los 61 miembros de nuevo ingreso tras superar el proceso de oposición (30 bomberos y 31 bomberos-conductores). En este mismo acto fue nombrada como Jefa del Cuerpo Ana Karin Coll Eriksson, arquitecta técnica, tomando posesión al día siguiente.
El compañero Juan Carlos Escribano, de Parla, resulta gravemente herido en una caída de cinco metros cuando trabajaba en labores de extinción en una buhardilla de un chalet adosado en Pinto, el día 16 de noviembre de 2015.
El 7 de abril de 2016, muere en Oviedo el bombero Eloy Palacio en la calle Uría 58. La CUBP pone en marcha una campaña para recaudar fondos para la familia de Eloy, ya que se rechazaron las indemnizaciones por “exceso de celo” e “imprudencia del bombero”. Bomberos de todas España donan el sueldo de toda o parte de sus guardias extraordinarias, consiguiendo recaudar más de 100.000 euros.
El 13 de mayo de 2016, se origina un gran incendio en un vertedero de neumáticos ilegal entre los municipios de Seseña y Valdemoro, en el que colaboró la CAM con el Consorcio de Bomberos de Toledo. Considerado el mayor cementerio de neumáticos de Europa. Estuvo activo durante 24 días y arrasó 88.000 toneladas de neumáticos. Se tuvo que desalojar a un millar de personas de la urbanización El Quiñón. El 6 de junio se declaró como extinguido. 
El 1 de junio del mismo año, se inaugura el parque de bomberos de Valdemoro con 21 bomberos y 18 bomberos conductores. 
El 27 de enero de 2017, el GERA rescata a un grupo de Scouts (6 niños y 3 monitores) extraviado en el Puerto de Canencia y trasladados al refugio del Puerto de La Morcuera. El cansancio y la cantidad de nieve les impedían continuar. El 2 de marzo, una intervención similar en el camino Smith, 70 escolares quedan aislados en una zona de hielo y nieve. El GERA traslada a 8 en helicóptero con más dificultades por el frío y al resto, les guían hasta el destino. Y el 22 de abril, se avería un telesilla en Xanadú y los bomberos tienen que rescatar a 27 personas.

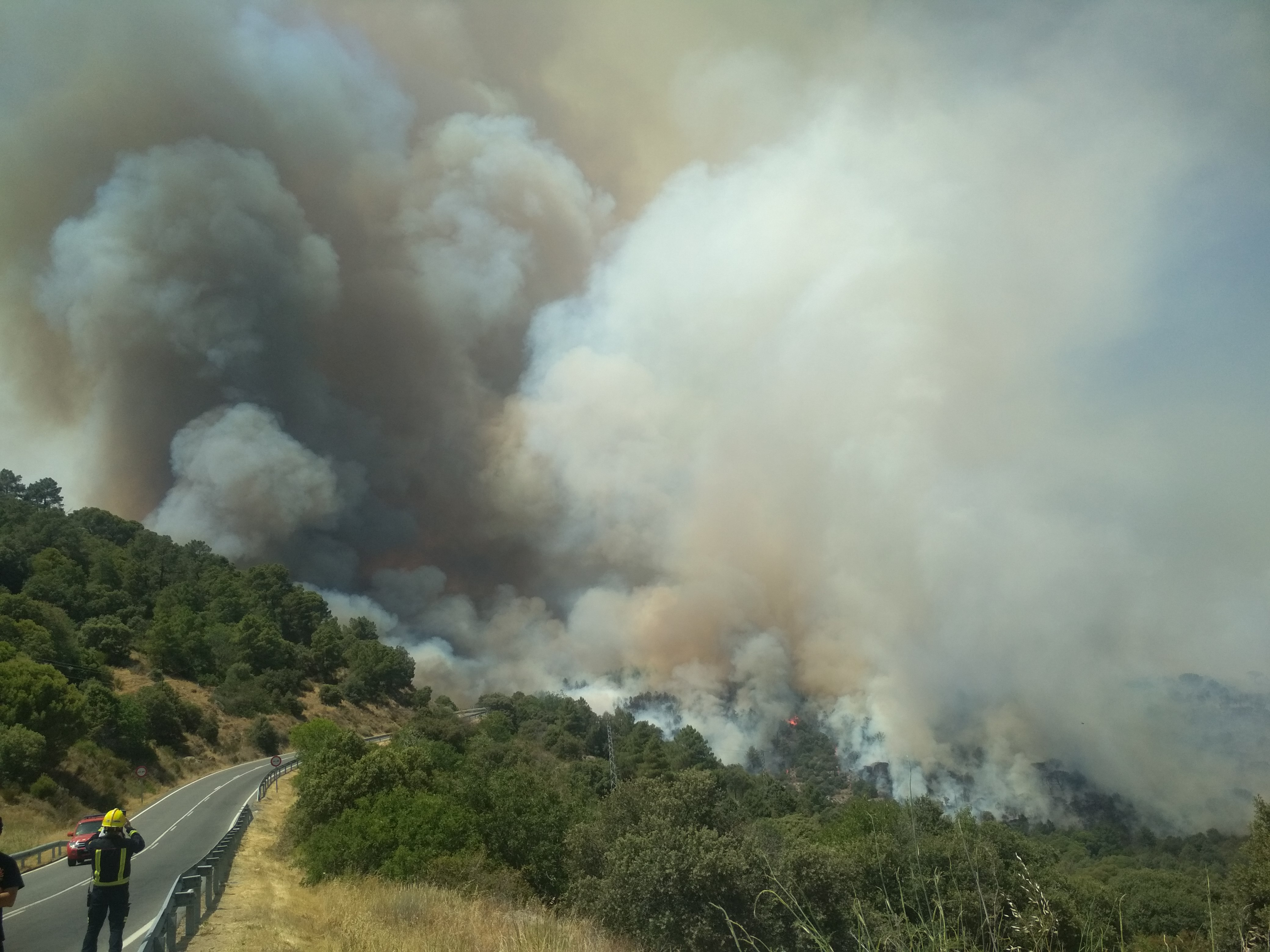
junio de 2019. Incendio de Cenicientos

En 2018, se publica en el BOE la modificación del Reglamento General de Vehículos, mediante la orden PCI/810/2018 por la que se modifica la señal V-1 de vehículo prioritario, es decir, la señal luminosa de los servicios de emergencia pasa a ser azul (anteriormente amarillo-auto). 
El 9 de abril inician la formación de nuevo ingreso 113 bomberos-conductores especialistas. El curso constará de 790 horas más 460 de prácticas, con 23 disciplinas relacionadas con su labor profesional. En este mismo acto, se inauguró una escultura en la entrada de la Dirección General de Emergencias, obras de Vicente Palacios Llorente para honrar a los profesionales fallecidos.
El 19 de abril de 2018, se derrumba una vivienda tras una explosión de gas en la Urbanización “La Malpuesta” de Villamanta. Los dos octogenarios que la habitaban, han sido hallados heridos graves con quemaduras tras varias horas de intenso trabajo. El varón fue rescatado rápidamente, pero la mujer apareció a las 7,5 horas. Participan la unidad de Rescate de la Escuela Española de adiestramiento (5 perros), 8 dotaciones de Bomberos de la Comunidad.
El 20 de octubre de 2018, una gran manifestación de bomberos recorre las calles de Madrid. Acudieron a ella unos 7.000 bomberos de todo España para reclamar y avalar el Proyecto de Ley Marco presentado en el Congreso de los Diputados por el partido de Podemos. En esta manifestación se recordó a Eloy Palacio, bombero fallecido en acto de servicio en Oviedo, sin saber que esa misma noche, en Antequera, fallecía en acto de servicio el bombero José Gil durante unas inundaciones en la comarca.
El 27 de noviembre, Agustín de la Herrán toma posesión como nuevo jefe del Cuerpo de Bomberos, ingeniero superior en telecomunicaciones, tras ocho años como oficial-jefe en el Consorcio de Guadalajara.
El 28 de junio de 2019, un incendio iniciado en la localidad de Almorox (Toledo) llega a la Comunidad de Madrid fuera de control por culpa de los problemas de competencias entre administraciones públicas. El incendio arrasó unas 2.500 hectáreas (374 de superficie arbolada, 258 de matorral y 1.551 de pastos y cultivos) en los municipios de Cenicientos, Rozas de Puerto Real y Cadalso de los Vidrios, y 1.800 en Toledo. Hasta 500 efectivos luchan durante 5 días para controlarlo y hasta el 9 de julio no se dio por extinguido.

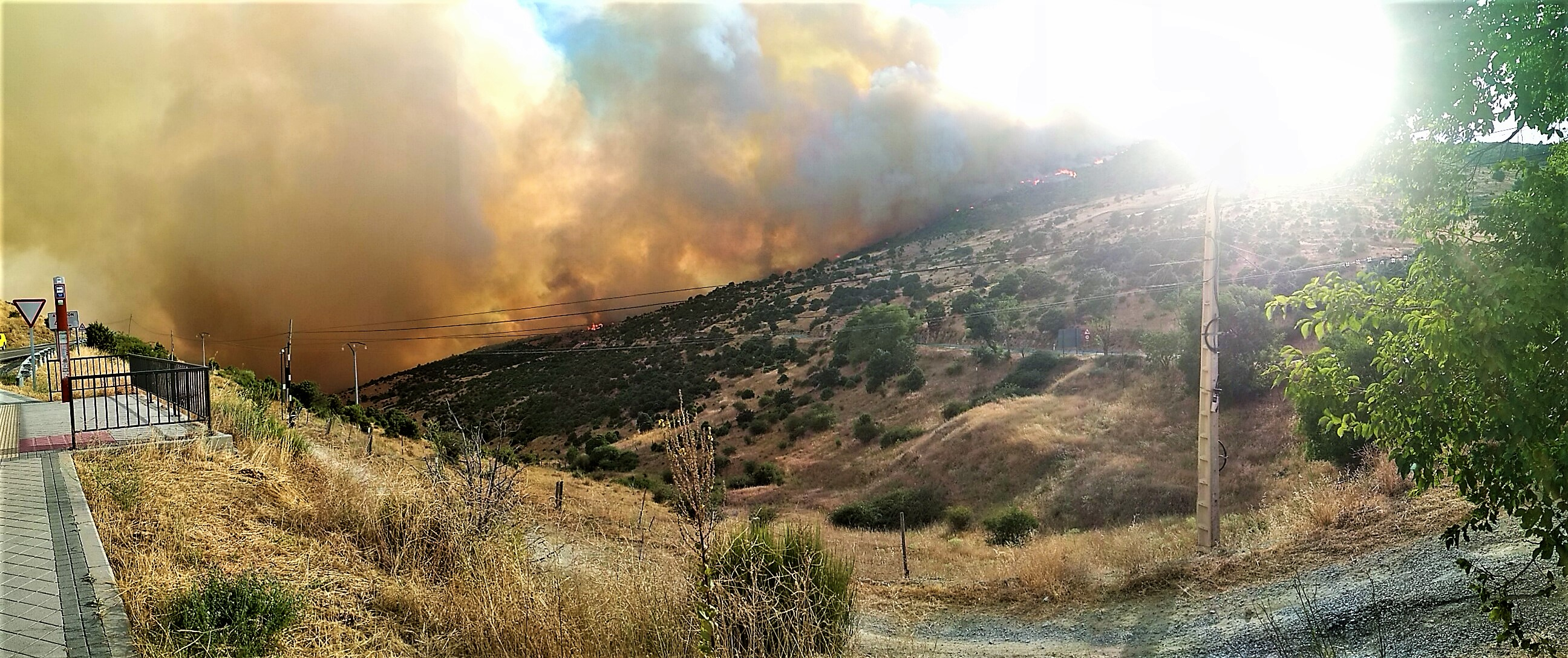
Agosto 2020 Incendio desde Puerto Cruz Verde

El 4 de agosto de 2019, un incendio en lo alto del Puerto de la Morcuera, entre los municipios de Miraflores y Rascafría, obligó a cortar la M-611 entre los km 6 a 32. Trabajaron en el incendio 38 dotaciones, agentes forestales, brigadas helitransportadas, 11 helicópteros y tres aviones del ejército del aire. La Comunidad de Castilla-La Mancha prestó dos helicópteros y una brigada helitransportada. La superficie quemada asciende hasta las 500 ha. Con apenas una hora de diferencia se inicia otro incendio muy próximo, en La Granja (Segovia), lo que provoca que tenga que activarse el nivel 1 del plan INFOMA.

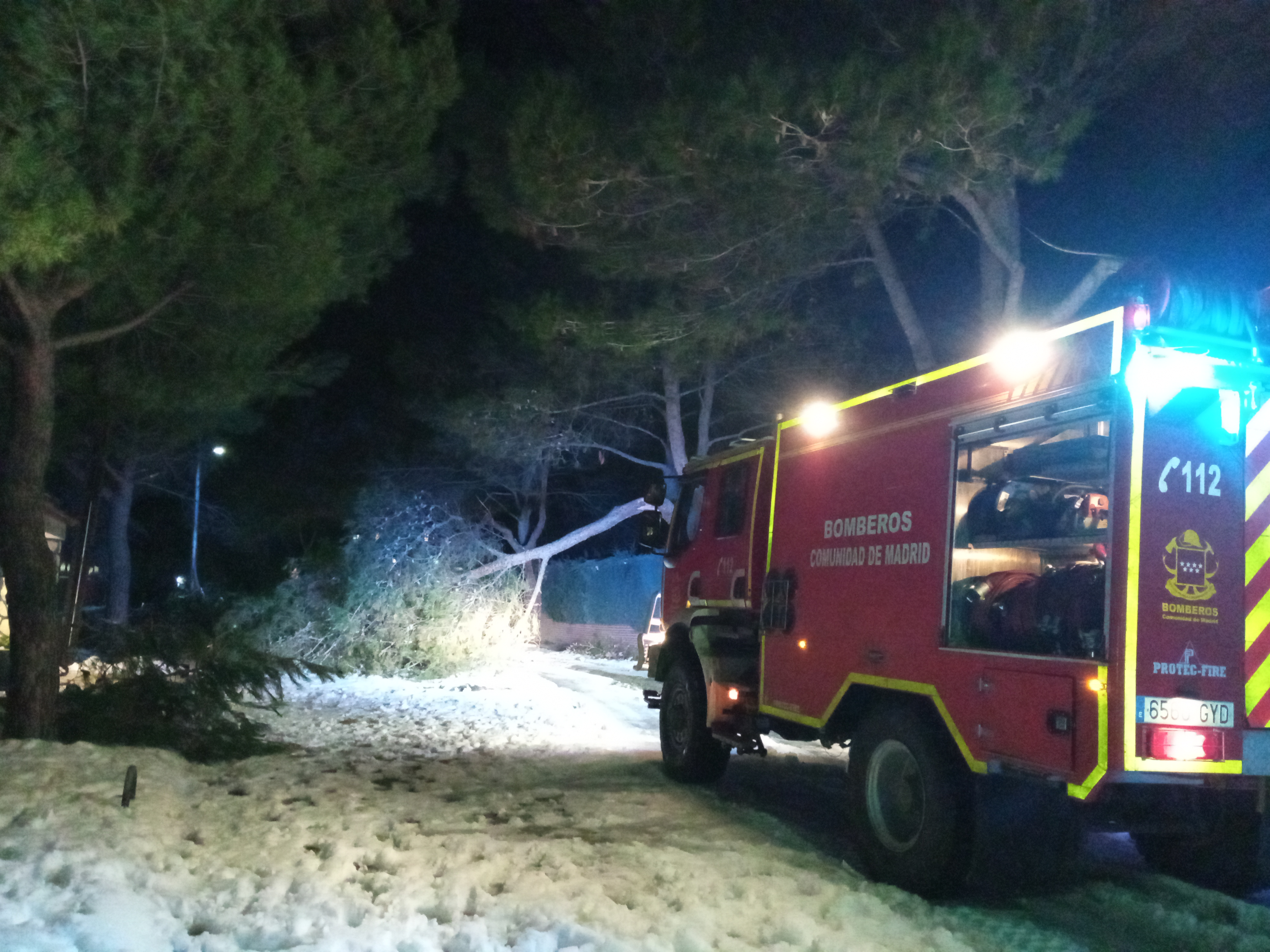
Borrasca Filomena, enero de 2021

España se ve afectada en 2020, por la pandemia del coronavirus Covid -19. Los bomberos de la CAM ponen en funcionamiento el almacén del hospital improvisado de IFEMA, desinfectan ambulancias y residencias, recogen cadáveres….El Almacén de IFEMA se organizó con un grupo de unos 50 bomberos voluntarios para dar apoyo logístico y organizativo. En IFEMA y en el IFISE, se han desinfectado un total de 1.228 ambulancias. Se realizaron más de 270 reconocimientos en residencias de ancianos. El parque de bomberos de las Rozas trasladó a 157 fallecidos hasta el Palacio de Hielo de Madrid, Palacio de Hielo de Majadahonda y al Instituto de Medicina Legal.
El 2 de agosto de 2020, se declara un incendio en el Puerto de la Cruz Verde. El fuego se inició al arder una motocicleta tras un accidente en la M-512, y acabó calcinando 1.073 hectáreas, afectando a Fresnedillas de la Oliva, Zarzalejo y a Robledo de Chavela.
El 31 de agosto, inician su formación en el IFISE (Instituto de formación integral de seguridad y emergencias), la promoción de nuevo ingreso de 100 aspirantes a bombero-conductor especialista.
El 1 de octubre, el Parque de bomberos de Leganés deja de ser municipal y se integra en la red de parques de la CAM.
En enero de 2021, arduo trabajo tras los efectos de la borrasca “Filomena” que dejó Madrid soterrado bajo 50 cm de nieve el día 8. Los bomberos regionales gestionaron unas 4.000 intervenciones. Por su parte, el teléfono 112 recibió un total de 255.690 llamadas.
El 25 de febrero, la Comunidad de Madrid, comienza a vacunar a los bomberos frente a la Covid-19 con la vacuna Oxford-AstraZeneca, en el Estadio de fútbol Wanda Metropolitano.
Diego Lechuga (2017) [2017]. Clave 50. Medio siglo del Cuerpo de Bomberos de la Comunidad de Madrid (Comunidad de Madrid edición). Madrid.

## Red de parques de bomberos

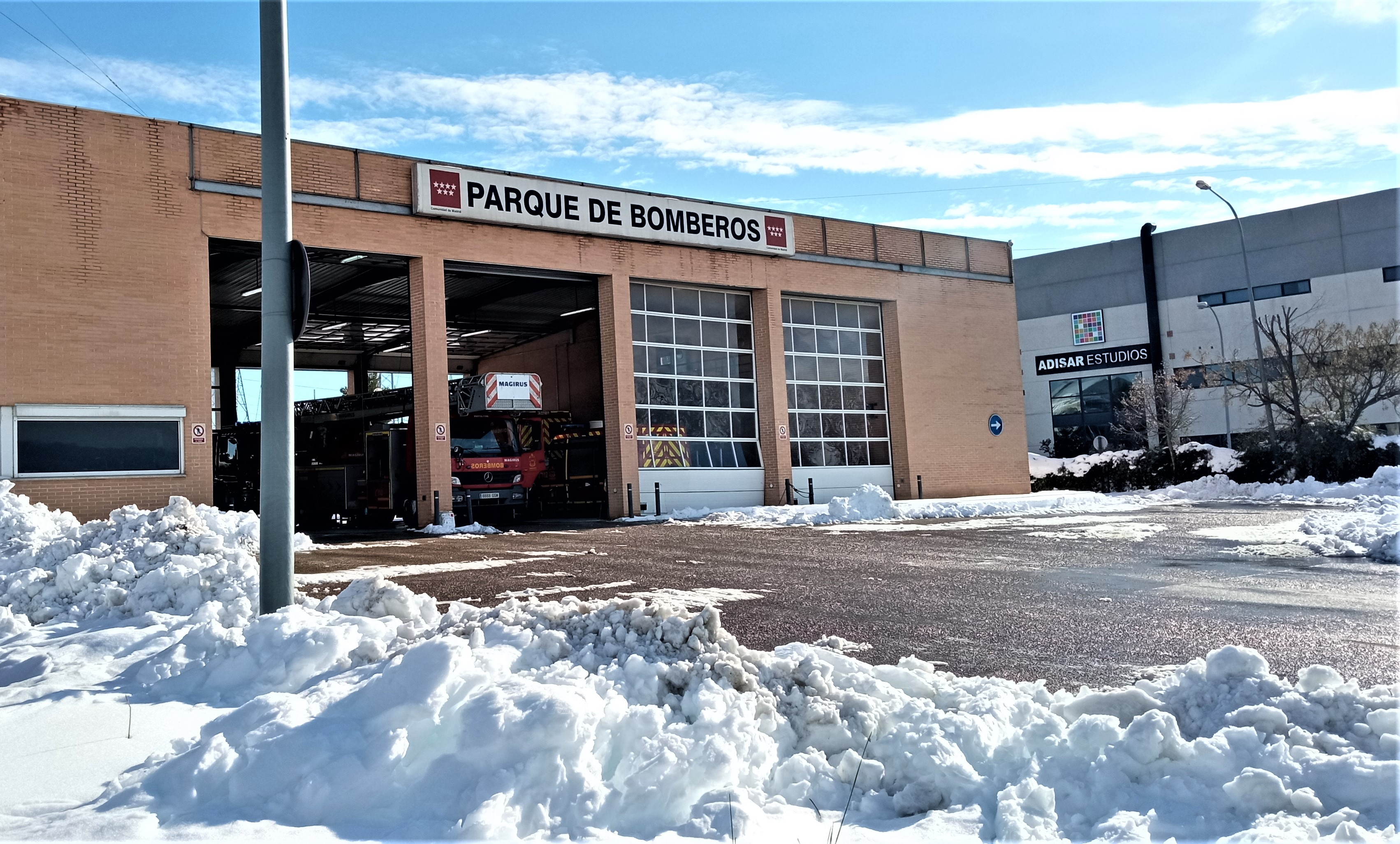
Parque de Villaviciosa de Odón

«Red de Parques de Bomberos de la Comunidad de Madrid». Comunidad de Madrid. 2025. Consultado el 13 de julio de 2025.
| Alcalá de Henares           | Alcobendas           | Aldea del Fresno   |
| Aranjuez                    | Arganda del Rey      | Collado Villalba   |
| Coslada                     | El Escorial          | Getafe             |
| Las Rozas                   | Leganés              | Lozoyuela          |
| Navacerrada                 | Parla                | Pozuelo de Alarcón |
| San Martín de Valdeiglesias | Torrejón de Ardoz    | Tres Cantos        |
| Valdemoro                   | Villaviciosa de Odón | Móstoles           |
| Fuenlabrada                 |                      |                    |
| --------------------------- | -------------------- | ------------------ |

## El casco de bombero[18]
El casco de bombero de la Comunidad de Madrid se inicia en el 1968, con un casco de plástico color rojo, más parecido a un casco de obra que a un casco de bombero. Al año siguiente, este casco se mejoraría y sería de poliéster, también de color rojo.

En el año 1972 se incorpora el casco de bombero metálico de color negro, con cresta de latón e interior de cuero, con un gran escudo de la Diputación de Madrid en el frente. Este escudo, establecido el 21 de mayo de 1903, resultaba de unir los diferentes blasones de los principales municipios de la Diputación. Prácticamente, este casco era idéntico al que usaban los compañeros del Ayuntamiento de Madrid.

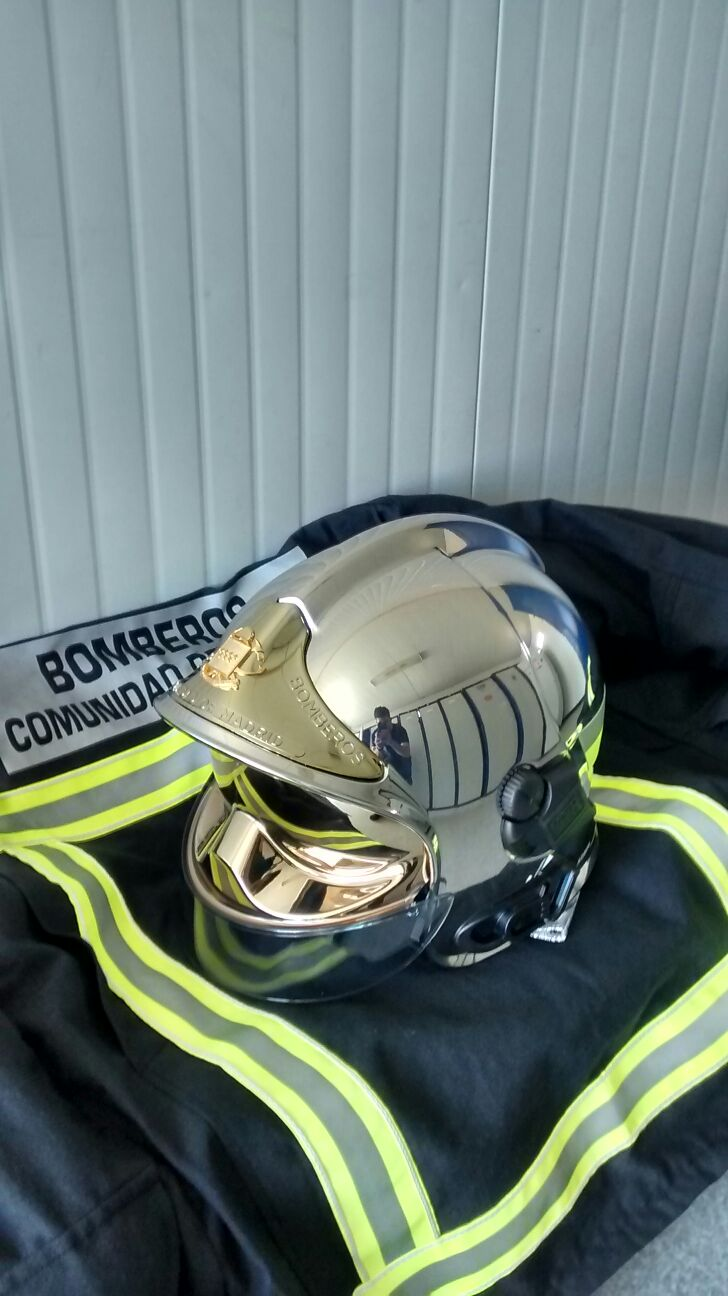
MSA Gallet F1 del 2015

En el año 1985 aproximadamente se empieza a usar un casco MSA estilo “americano”. De color negro, con una gran visera transparente y con el escudo de la Comunidad de Madrid que se había aprobado en el Estatuto de Autonomía de 1983. El escudo lo forman dos castillos pareados almenados de color amarillo, la bandera de cuatro más tres estrellas blancas, sobre fondo rojo. Todo bajo una corona real de España.
En el año 1997 se empieza a entregar un casco integral fabricado en Francia, el casco CGF Gallet F1, en color plateado cromado (blanco para mandos) y pantalla dorada, y con posibilidad de acoplarse una máscara y en sus laterales una linterna, siendo totalmente distinto al estilo anterior. Un casco más ligero que su predecesor, pero que además ofrecía una protección integral de cuellos, cabeza, ojos y oídos. Además mejoraba, con respecto al anterior la capacidad de aislamiento térmico en el interior. Disponía de dos viseras, una interior que hace la función de gafas de seguridad y una pantalla exterior dorada que protegía de las radiaciones térmicas. Éste suponía uno de los mejores y más modernos cascos del mercado. No sufrió grandes diferencias a lo largo de los años salvo en el frontal, que se sustituyó la bandera de la Comunidad por el escudo del Cuerpo. En el año 2002, MSA adquiere la compañía CGF Gallet, convirtiéndose así en MSA Gallet, y llegando en el año 2003 a alcanzar el millón de cascos F1 vendidos.
En el año 2017 aproximadamente, se empieza a usar el casco MSA Gallet F1 XF, un casco con un estilo más futurista. Se entregan pocas unidades ya que no se entrega masivamente a ninguna promoción de nuevo ingreso, tan sólo como sustitución de aquellos que han quedado fuera de uso. Una característica de este casco es que incluye un módulo de iluminación L1XF, que proporciona hasta 120 lúmenes.

En el año 2018, a las 113 personas de nuevo ingreso se les dota con el casco Dräger HPS 7000. El casco básico tiene un peso aproximado de 1380g y es uno de los más ligeros en su categoría cuando apareció. El sistema de sujeción acolchado de cabeza de 4 puntos permite realizar un ajuste seguro y fácil. Gracias a la rueda de ajuste de seguridad en el exterior, a la que se accede fácilmente, es posible regular rápidamente el tamaño de la cabeza, incluso con unos guantes mojados. Su carcasa exterior de material compuesto, combinada con la carcasa interior de poliuretano (PU), ofrece protección frente a impactos térmicos y mecánicos. El plástico reforzado con fibra de vidrio y tejido de aramida resiste temperaturas extremas. Resiste incluso la enorme radiación generada por el calor y el efecto de llamas de una combustión súbita. Los visores, fabricados con polietersulfona resistente a altas temperaturas, ofrecen protección fiable para los ojos y el rostro frente al calor, las partículas y los productos químicos líquidos.

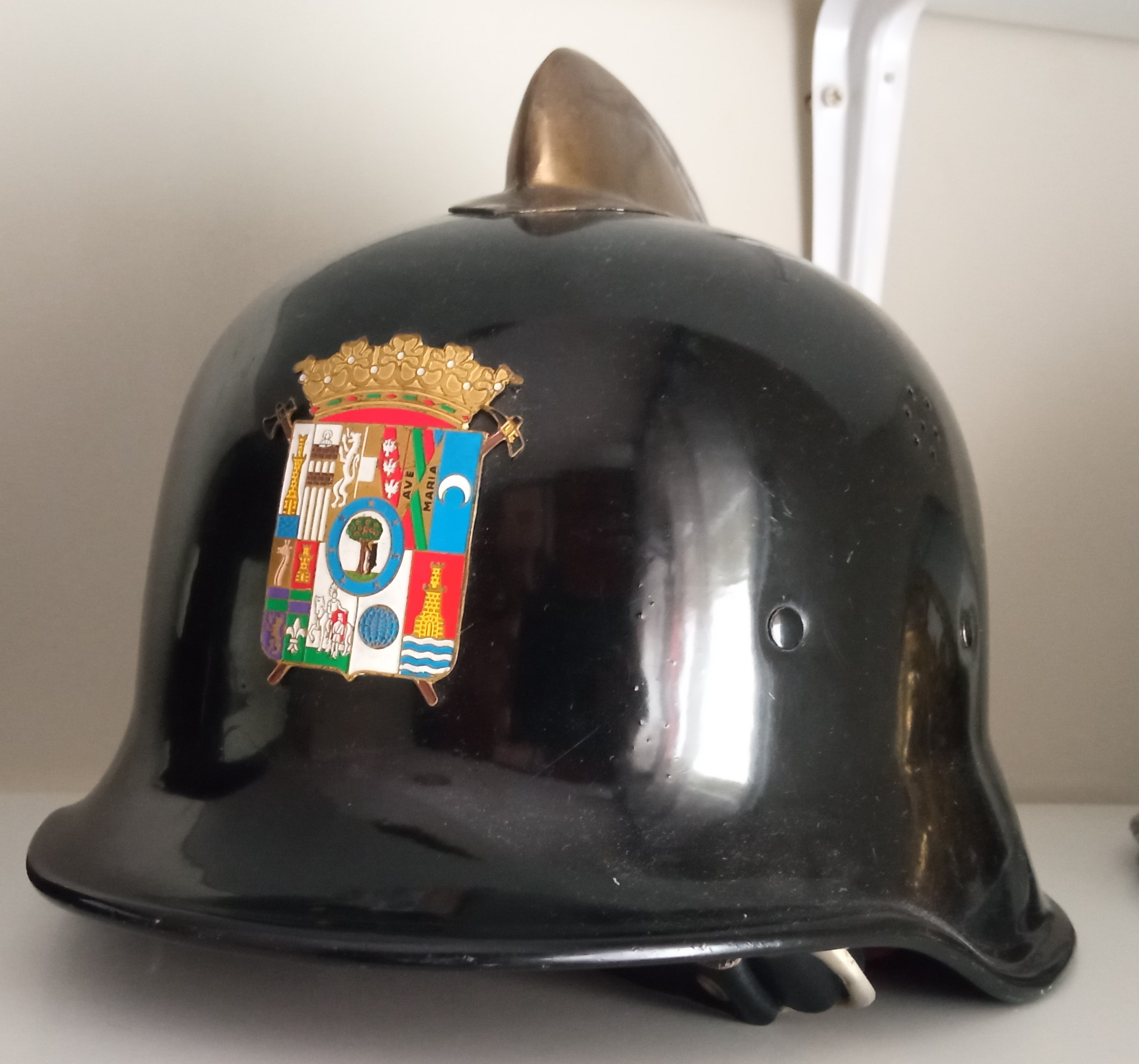
Casco Diputación Madrid (año 1972)
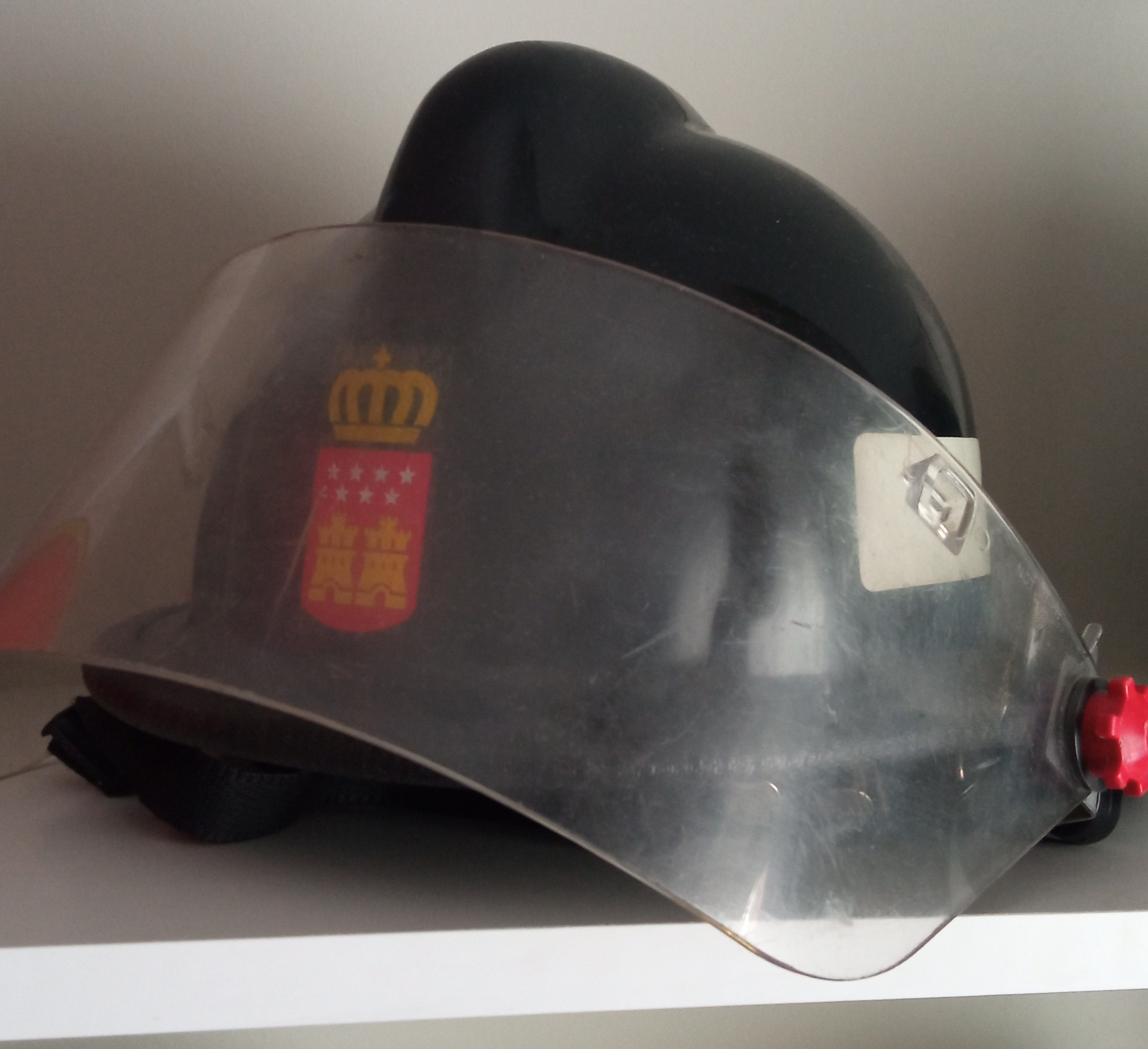
MSA tipo americano (año 1982)
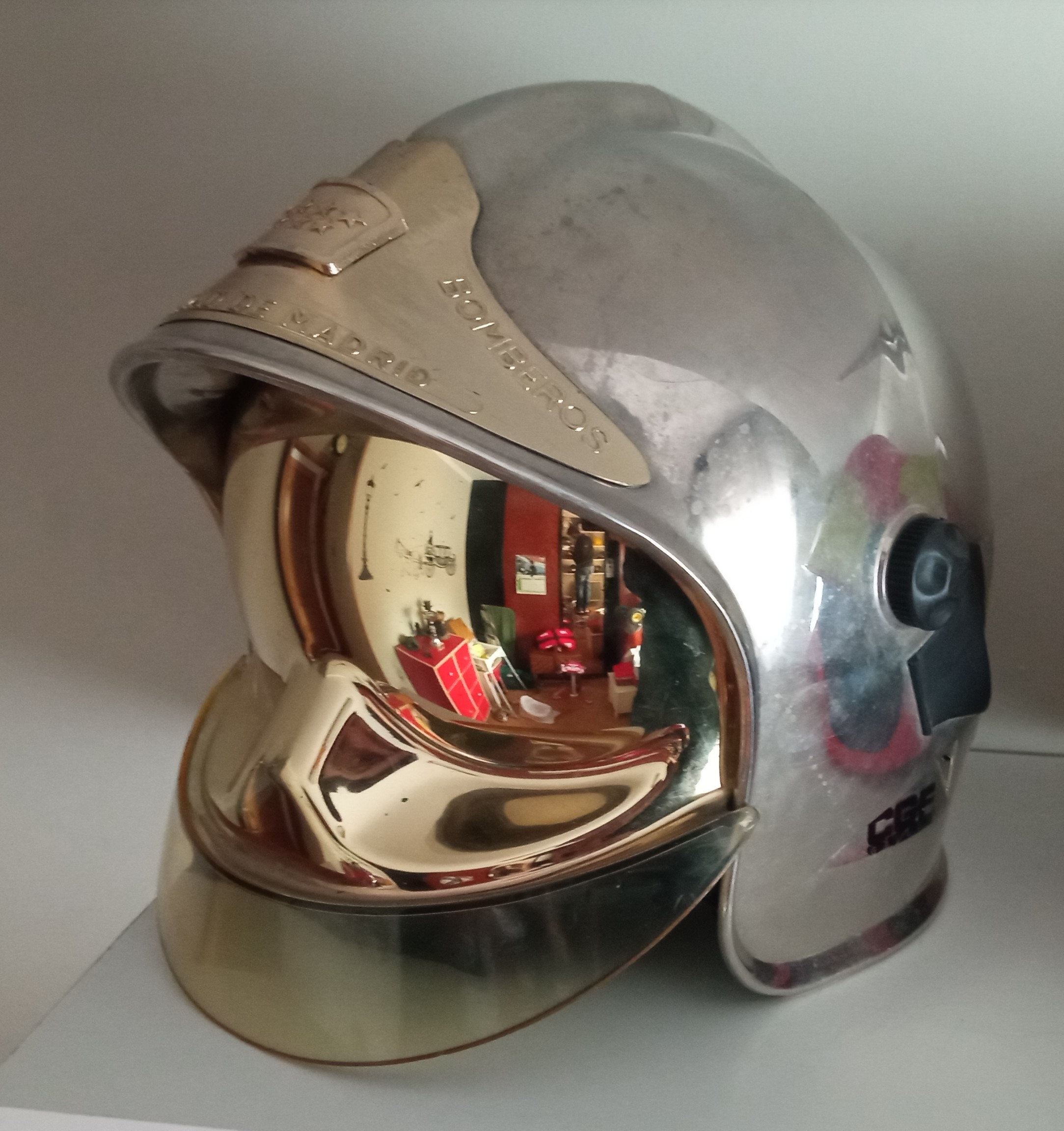
CGF GAllet F1 (año 1987)
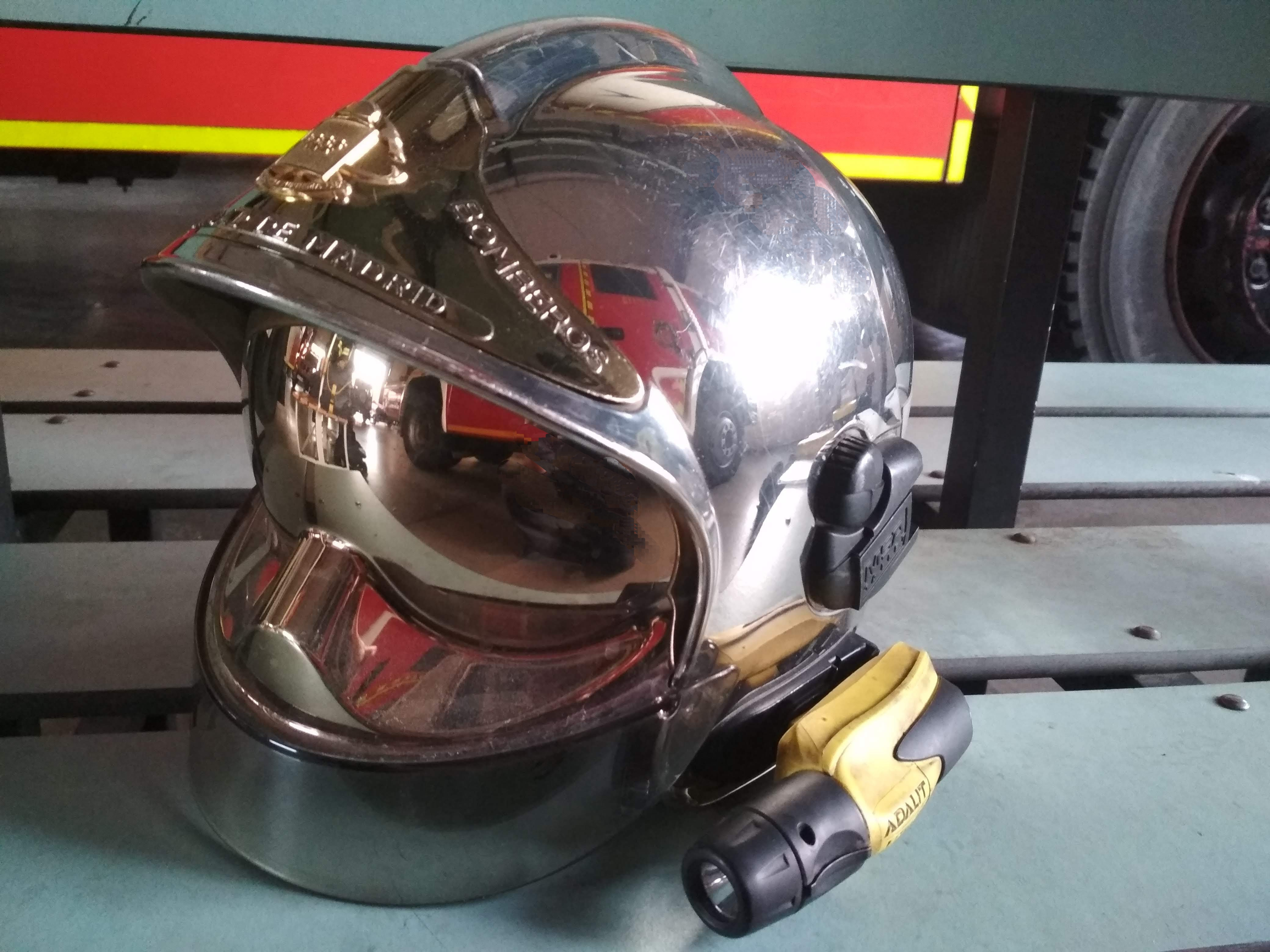
Casco Gallet F1 SF (año 2015)
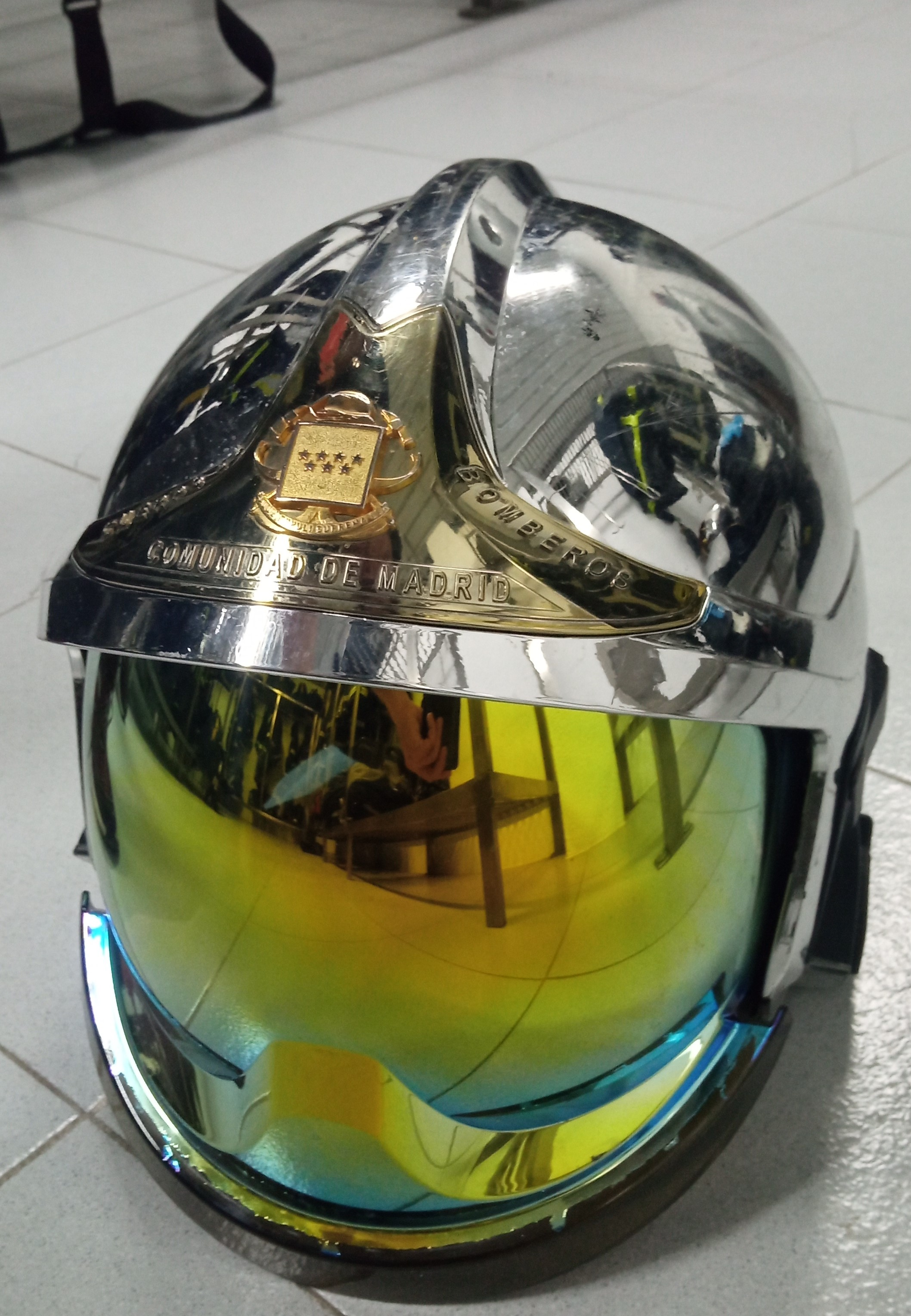
Casco MSA Gallet F1 XF (año 2017)
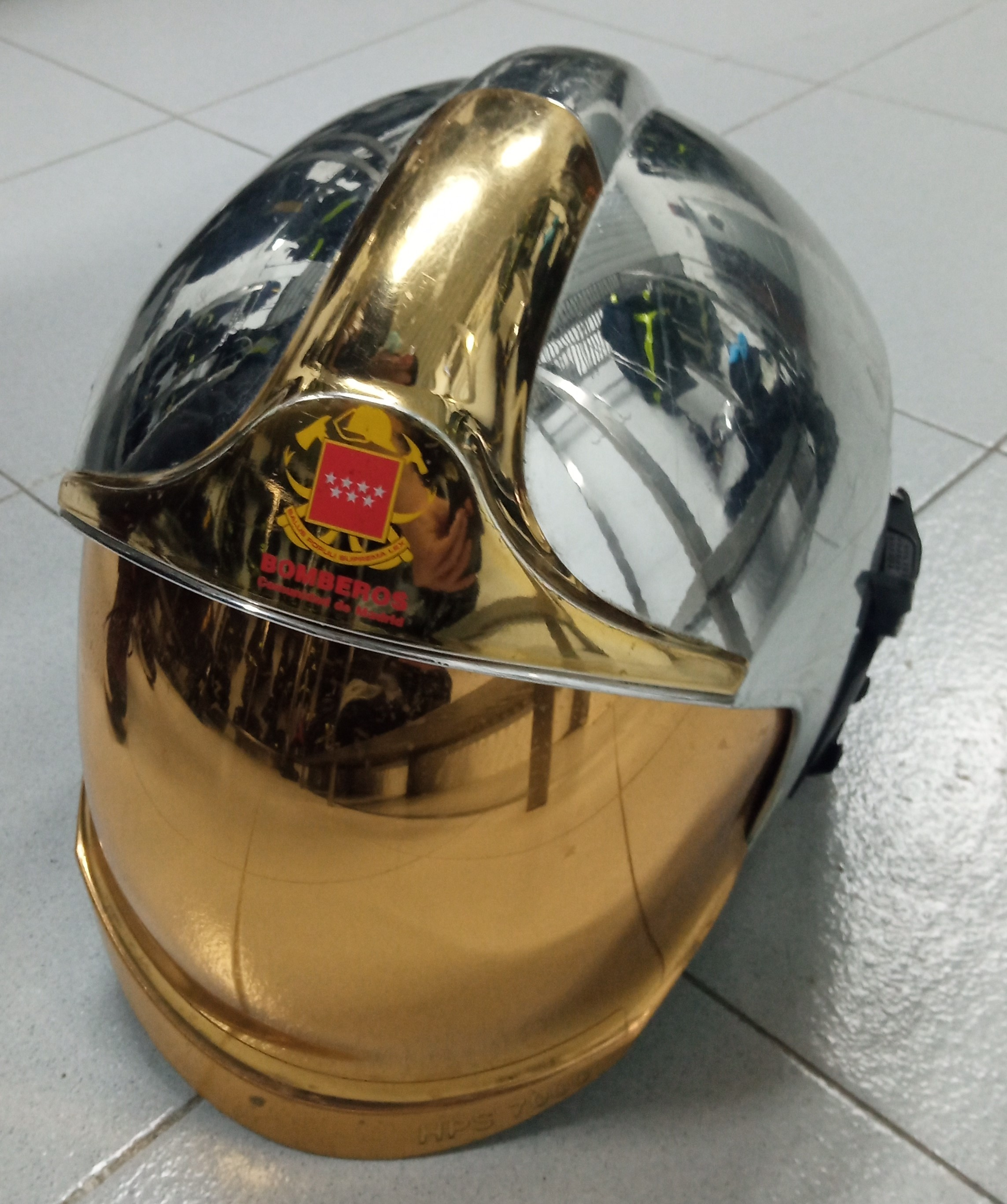
Dragër HPS 7000 H1 (año 2018)

### Casco forestal

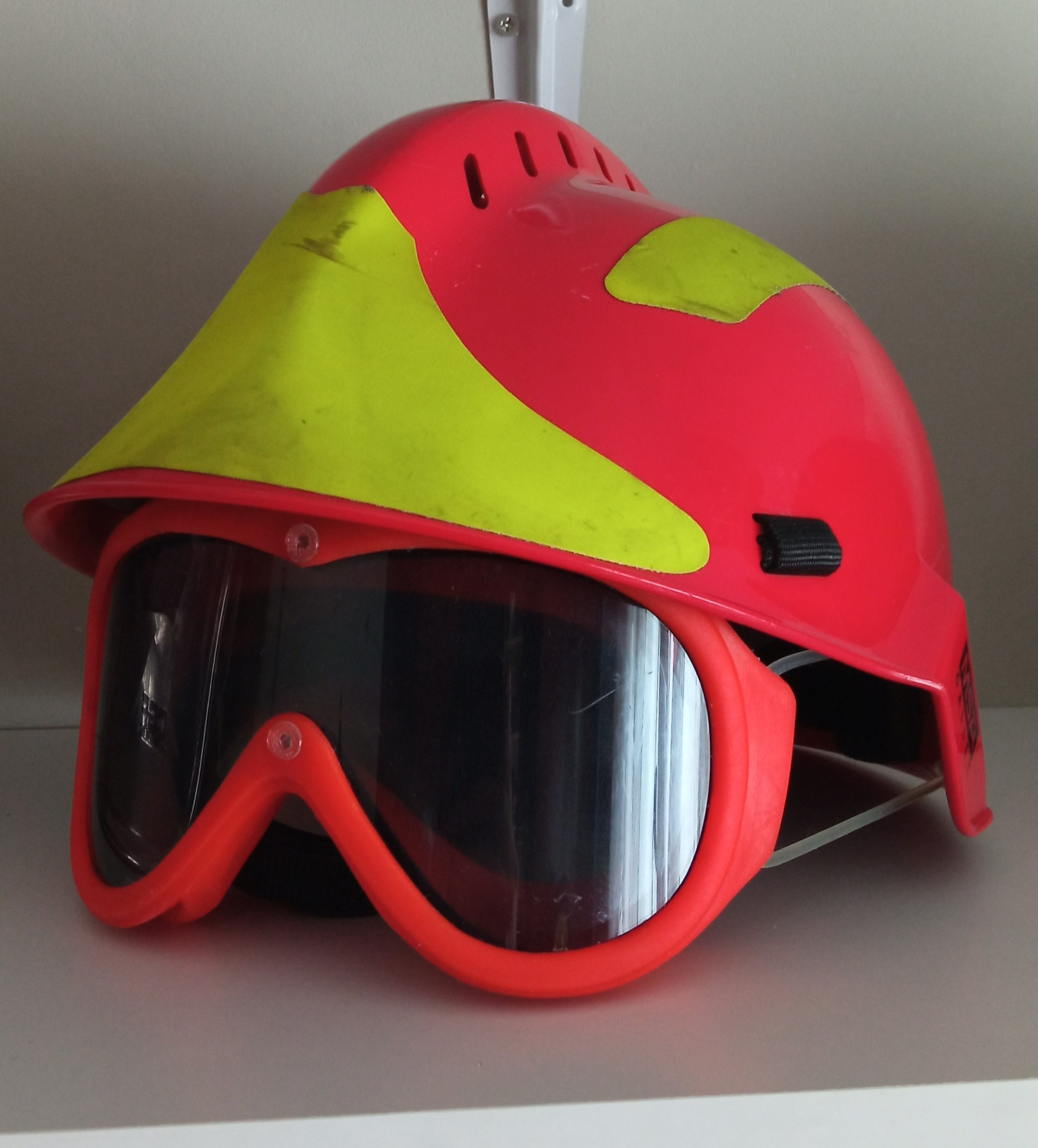
Casco CGF Gallet F2 del año 2005

En el año 2005 se empezó a entregar el casco CGF Gallet F2 Xtrem, de color rojo (o blanco para mandos) y destinado a incendios forestales, rescates y asistencias técnicas. Incluye un sistema de ajuste rápido en la base de la parte trasera de la cabeza.

En el año 2017 se empieza a entregar como casco forestal el Dräger Sicor HPS 3500. La carcasa exterior del casco a base de termoplástico reforzado con fibra de resistente a elevadas temperaturas. Usado para incendios forestales, rescates y asistencias técnicas. La rueda de ajuste de fácil acceso puede usarse incluso con guantes y permite ajustar el casco al tamaño de la cabeza sin necesidad de quitárselo. Excelente confort gracias a su cómodo revestimiento interior con sujeción de 4 puntos que incluye almohadillado para toda la zona de la cabeza y cuenta con un sistema de ventilación que garantiza climatización idónea dentro del casco.

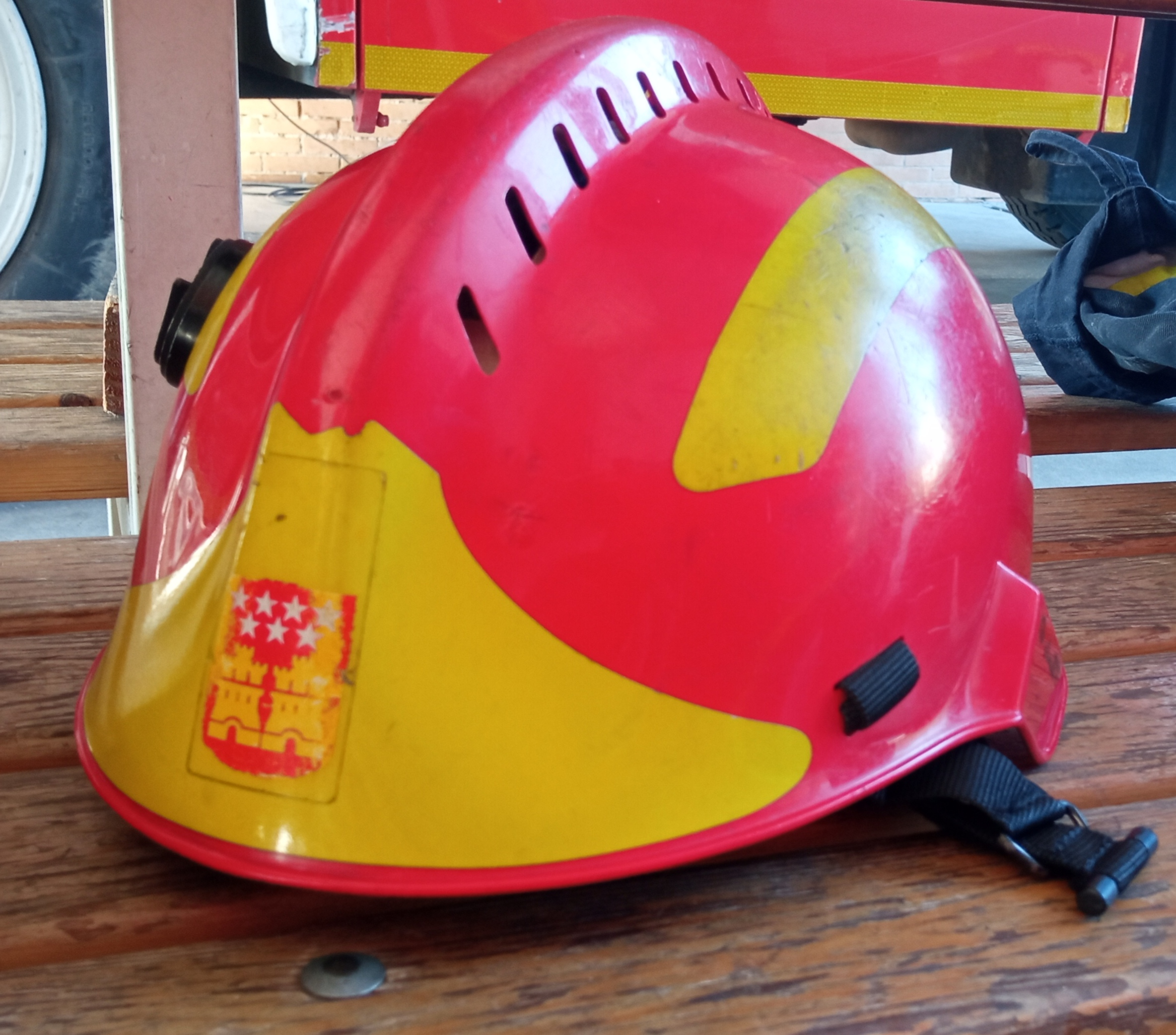
Casco CGF Gallet F2 (1994)
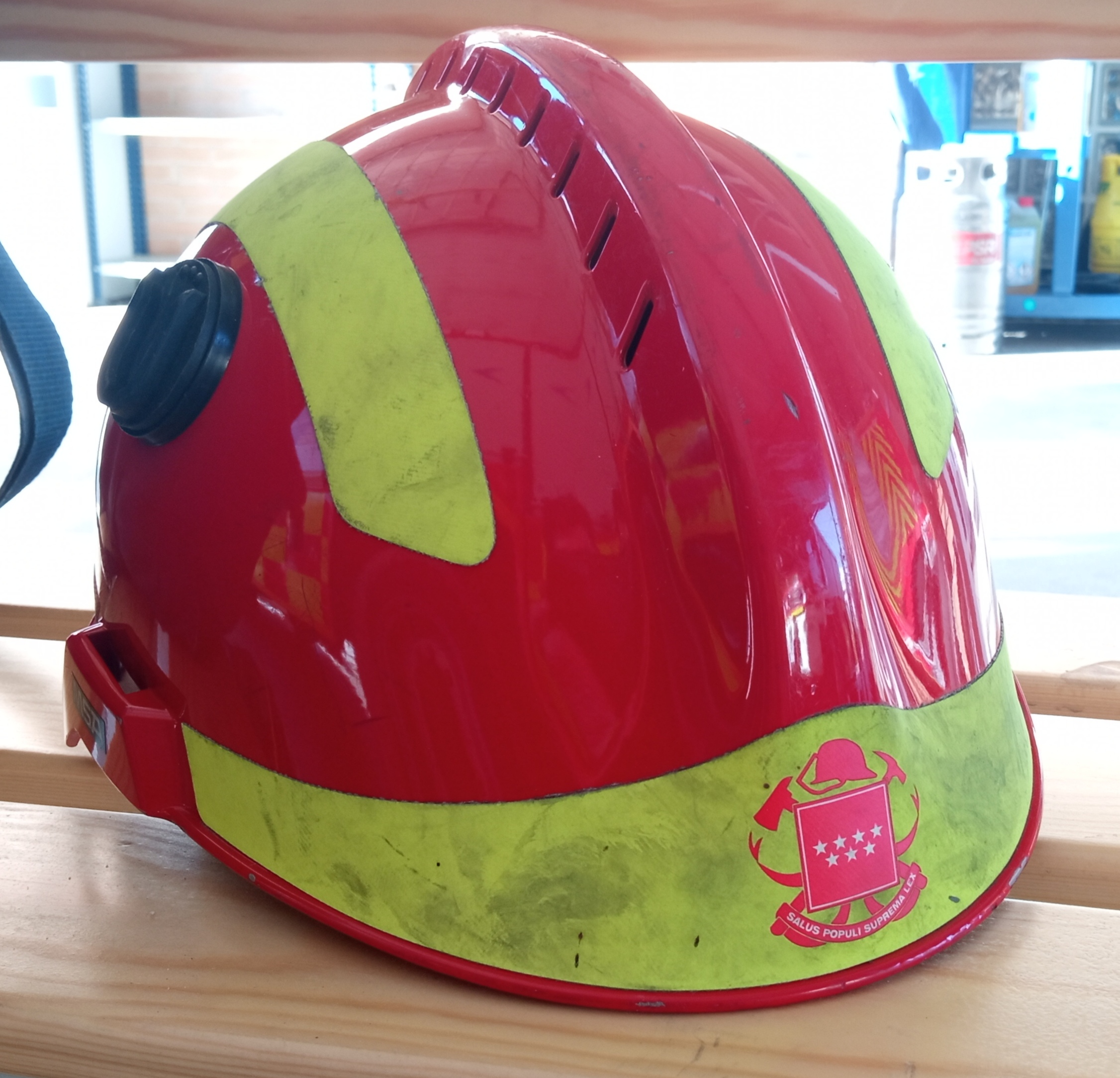
Casco MSA Gallet F2 ( 2015)
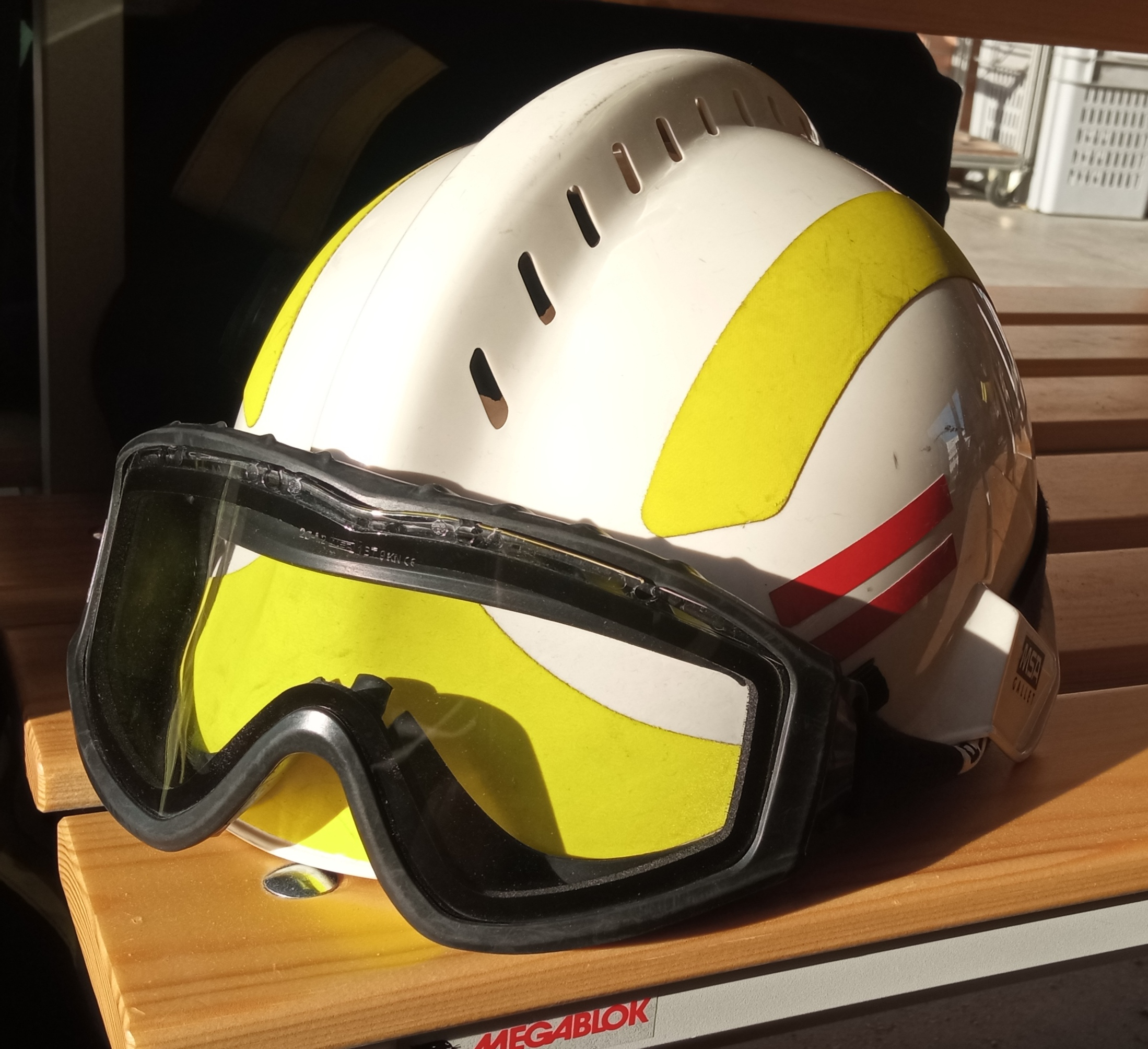
Casco MSA Gallet F2 de Jefe de Equipo
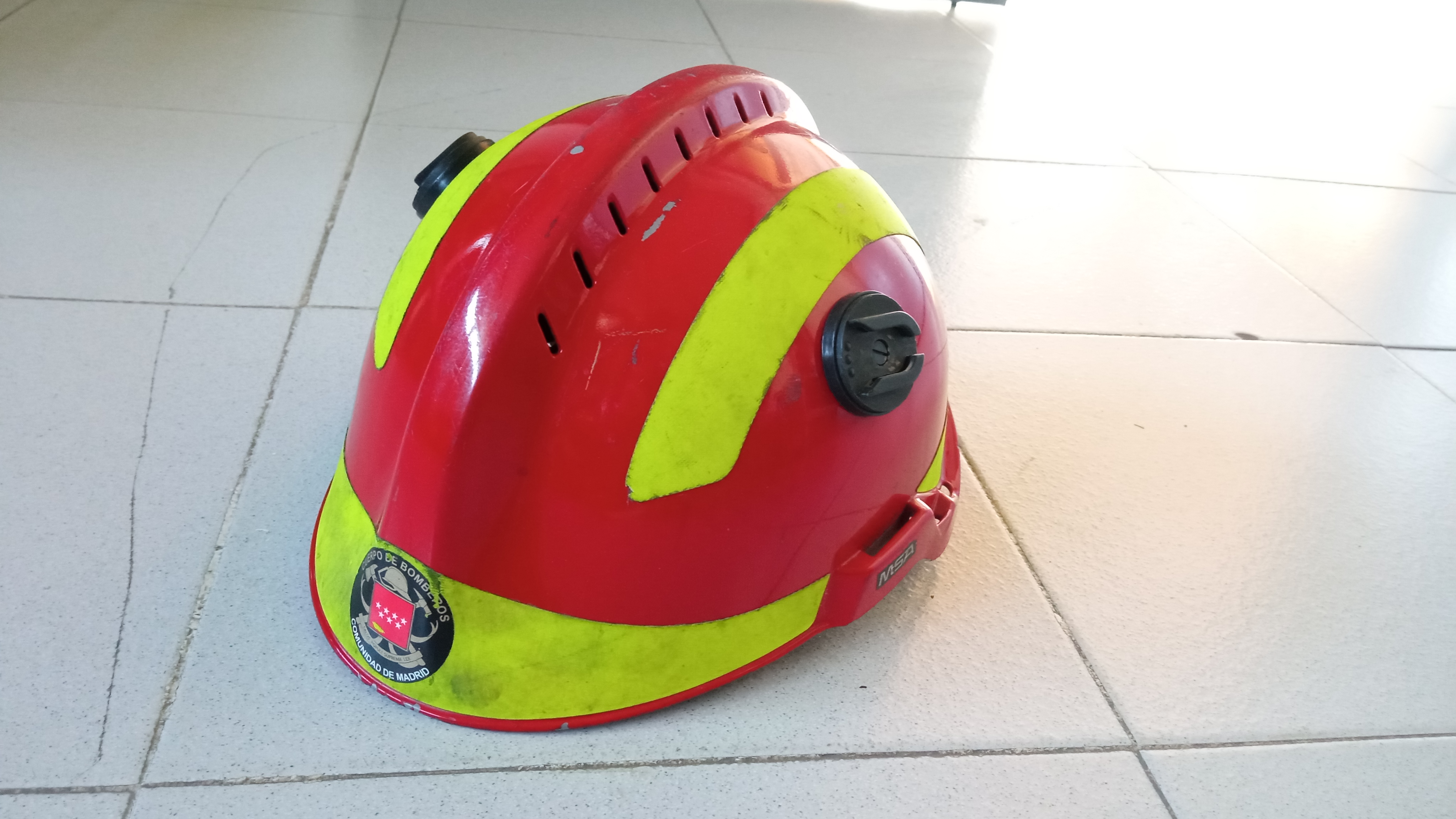
Casco MSA Gallet F2 (2018)
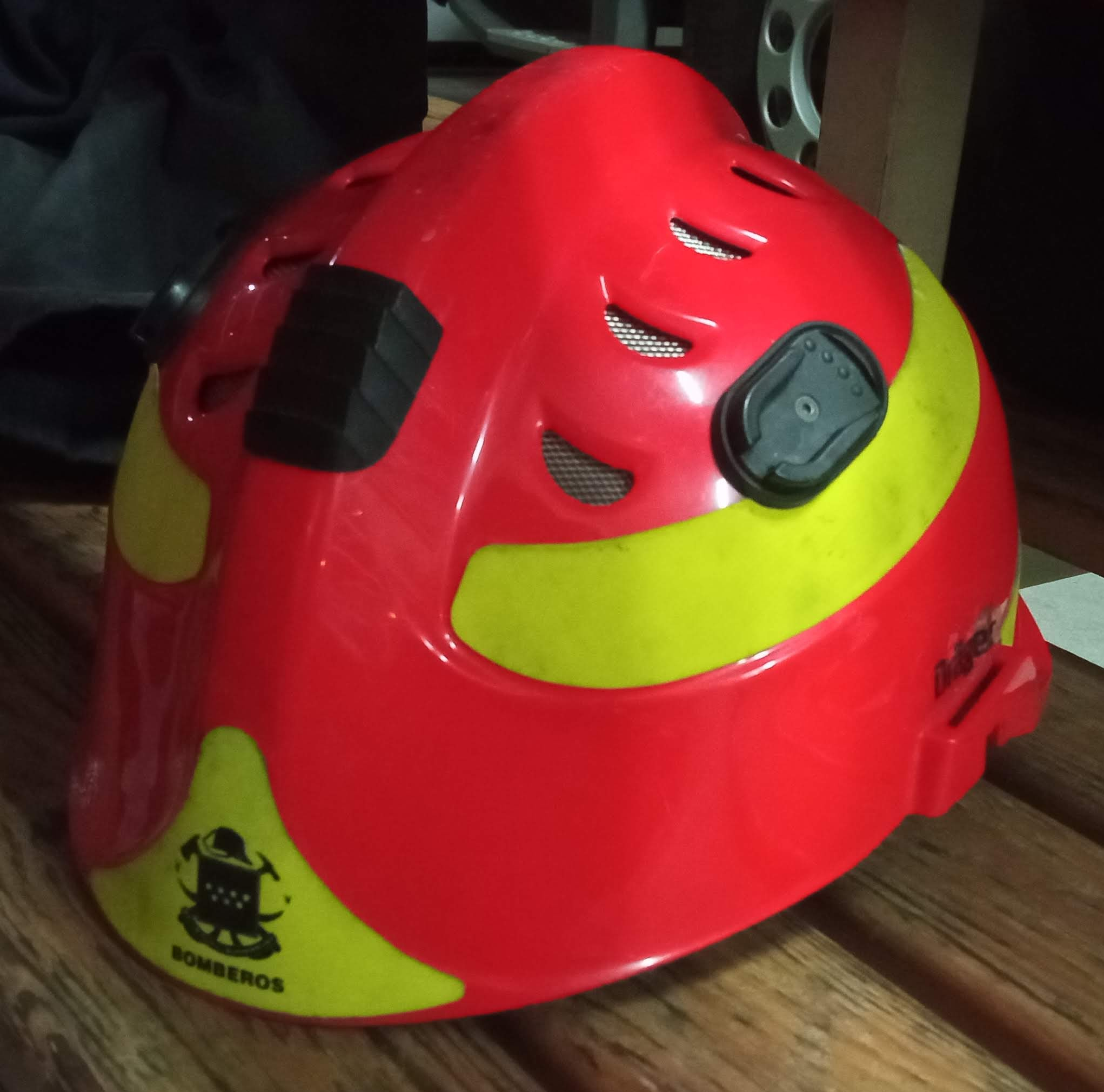
Casco Dragër HPS 3500 (2019)
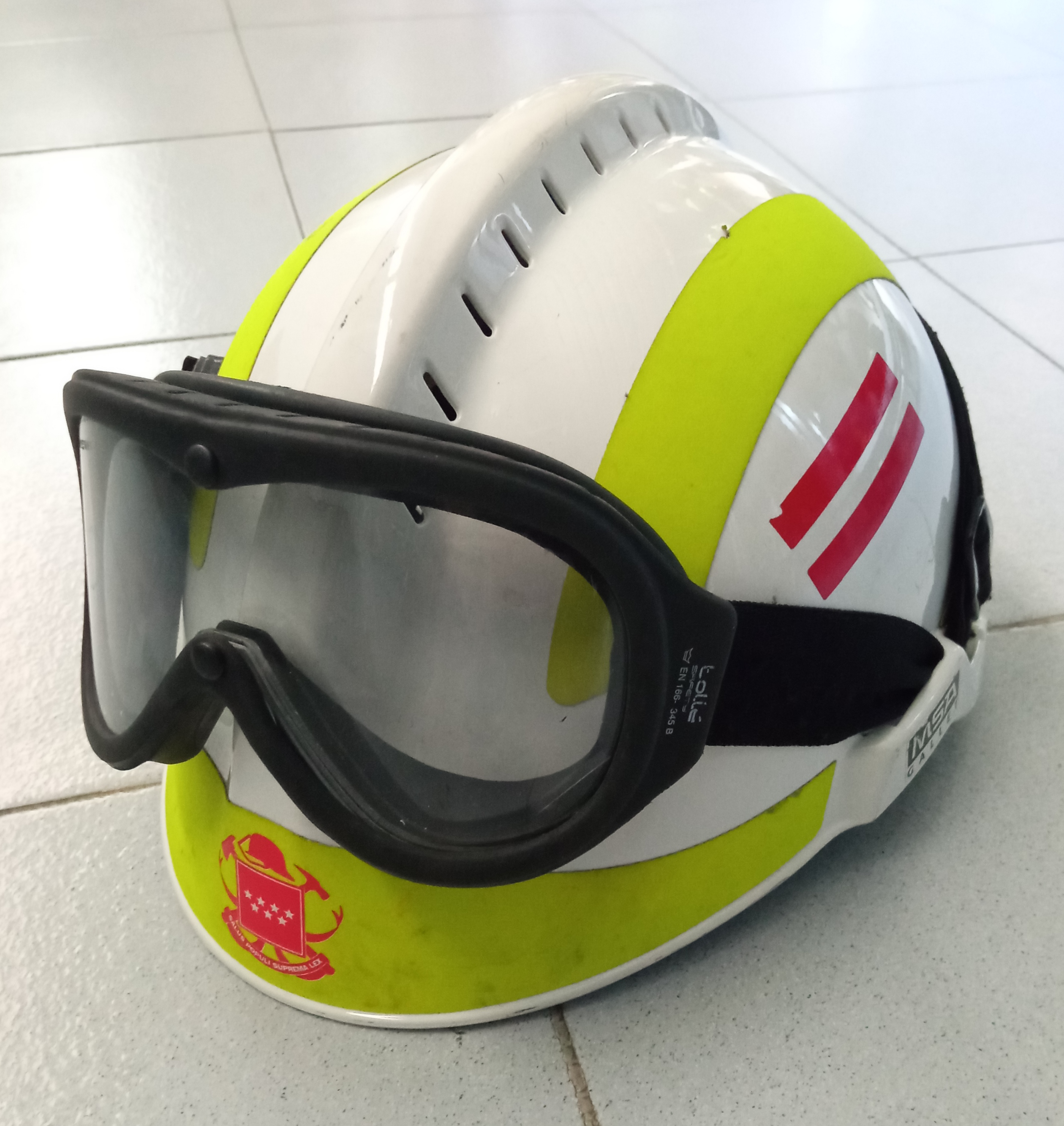
Casco MSA Gallet F2 de Jefe de Equipo

## Rangos
- Bombero Especialista. (antiguo bombero).
- Bombero Conductor Especialista. (antiguo bombero conductor).
- Jefe de Dotación (antiguo Cabo). Se representa con una franja roja.
- Jefe de Equipo (antiguo Sargento). Se representa con dos franjas rojas.
- Jefe Supervisor (antiguo suboficial). Se representa con una franja amarilla.
- Oficial de Área y Oficial Técnico. (antiguo oficial). Se representa con tres franjas amarillas.
- Inspector (antiguo oficial Jefe de Sección). Se representa con cuatro franjas amarillas.
- Jefe del Cuerpo (antiguo Oficial Jefe del Servicio). Se representa con cuatro franjas amarillas.

## SERCAM
El Servicio de Emergencia y Rescate de la CAM se inaugura en el año 1996 a propuesta del Consejero de Presidencia tras la experiencia piloto con el helicóptero medicalizado ubicado en Lozoyuela. “Sandra” era el nombre de una niña de once años, cuya trágica muerte el 1 de agosto de 1996 en Prádena del Rincón, aceleró la necesidad de la creación de este servicio. Una ambulancia tardó tres cuartos de hora en llegar a una parada cardiaca. Con anterioridad, años atrás el Ayuntamiento de Madrid había creado satisfactoriamente el SAMUR. Entonces se decidió usar las instalaciones de los Parques de Bomberos existentes para crear un servicio de urgencias médicas en el seno del Cuerpo de Bomberos. De este modo, ellos contarían con bomberos experimentados en emergencias, y éstos contarían con un respaldo sanitario para víctimas y para ellos mismos en sus intervenciones. De agosto a octubre, se empieza a formar a los bomberos de Lozoyuela en técnicas de asistencia sanitaria, y al personal de INSALUD se les forma en técnicas básicas de bombero.
El 28 de octubre de 1996 empieza a funcionar de manera experimental con un helicóptero y una UVI móvil ubicadas en el Parque de Bomberos de Lozoyuela para los 42 pueblos de la Sierra Norte. Once días después, el 9 de noviembre, el SERCAM realiza su primera intervención para auxiliar a un montañero accidentado con fractura de tobillo, que fue atendido por dos bomberos, un médico y un ATS de Cruz Roja. Tras rescatado, se transfirió a una ambulancia que lo trasladó al Hospital 12 de Octubre, todo en un tiempo de 28 minutos. Con la hoja de ruta marcada, se convocaron plazas para el servicio en un proceso selectivo, que comprendían, tanto conocimientos sanitarios como aptitudes físicas. Esto se traduciría en que el 4 de agosto de 1997 se incorporan un total de 35 médicos, 25 diplomados universitarios en enfermería, seis técnicos especialistas (emisoristas) y dos oficiales de conservación. El 12 de agosto de 1997 quedaron totalmente operativas, las cuatro bases del SERCAM con UVI móvil en Coslada, Rozas, San Martín de Valdeiglesias, y Lozoyuela con su dotación. A la par que este último, de forma experimental empieza a funcionar el Grupo de Rescate en Altura, que trabajarían de forma conjunta. El 16 de septiembre se hace una presentación pública de ambos servicios en una exhibición en el aparcamiento del Puerto de Cotos simulando un gran accidente con cientos de víctimas.
En 1998, el SERCAM es distinguido con una mención especial en el I Premio a la Excelencia y Calidad de Servicio Público.
Este proyecto, aunque ganó repercusión mediática y era valorado apenas duró tres años, desvaneciéndose, y sus profesionales transferidos a la Consejería de Sanidad.
El decreto 25/2000, de 17 de febrero, atribuye la competencia del SERCAM a la Consejería de Sanidad, en vez de la Consejería demedio Ambiente (Dirección General de Protección Ciudadana). Así aparecería en el 2003 el SUMMA 112, el Servicio de Urgencia Médica de la Comunidad de Madrid que nació en 2001 de la conjunción de dos servicios sanitarios de urgencias, el 061 de origen estatal y el SERCAM. Pese a esa ruptura, las bases de SUMMA siguen siendo los mismos parques de bomberos, pero con funciones operativas diferentes.

## GERA
La ley14/94, ya recogía que era competencia de la Comunidad de Madrid los rescates y salvamentos, además de los de prevención y extinción de incendios. Tradicionalmente estas competencias la desarrollaba la Guardia Civil, pero a menudo se movilizaba a los bomberos como ayuda, como cuando no podían atenderlas o simplemente porque operativamente se alertaba al parque de bomberos más cercano, ya que en el rescate en la sierra primaba la proximidad geográfica.
En la década de los 90 un grupo de bomberos, aficionados y practicantes de los deportes de montaña, intenta establecer un procedimiento que regularice la singularidad que tienen estos rescates en montaña, una declaración de intenciones, y unos principios. En este documento también se le denomina como Grupo Especial de rescate en Altura.
Entre ellos se organizan en turnos de fin de semana (mayor afluencia a la Sierra de Guadarrama) de manera voluntaria. Y a falta de material adecuado, cada uno aporta su propio material personal en su ocio para la causa.
En febrero de 1996, desaparece un montañero en la zona sur dela Pedriza. Se movilizan durante semanas, Guardia Civil, Cruz Roja, grupos de rescate, y el GERA se une a los bomberos. Aunque los restos no se encontraron hasta 2001, esa operación fue el empujón necesario para que la DGPC impulsara este grupo con intentará material y recursos económicos. Así, en diciembre del año 1997, se obtiene el primer material específico, ropa, herramientas de montaña (piolet, crampones, cuerdas, mosquetones…) y además de dos vehículos. Se fija como su base, el parque bomberos de Villalba. Posteriormente, el GERA, crea paralelamente a ellos, el SERCAM, ya que las intervenciones requieren de ambos. Ante una activación, el helicóptero del SERCAM, recoge a los miembros del GERA para iniciar la operación.
En el año 2002, el GERA, coge autonomía con su propia base en Navacerrada compartido con Cruz Roja (Aunque seguían en el Parque de Villalba) y sus miembros dejan de hacer guardias ordinarias en sus parques y se centran sólo en este grupo, aunque sin descuidar sus funciones de bombero. A partir de este año, se les dota con un helicóptero para funciones exclusivamente de GERA.
Se empieza a valorar la construcción de un parque de bomberos exclusivo en Cercedilla o en Navacerrada. Finalmente se ubica en una finca de la antigua Diputación Provincial, en la zona conocida como La Barranca. Tenía rápido acceso a las zonas más transitadas como Bola del Mundo, Pedriza, Guadarrama o Cotos. Lo más innovador que tuvo este parque es la torre de maniobras con rocódromo en el interior para poder lidiar en invierno con las condiciones climatológicas de la zona. Dicho parque terminó inaugurándose en el año 2004, quedando totalmente operativo en el año 2007.
Posteriormente, la Comunidad de Madrid, y la Guardia Civil firman un convenio en el que la competencia de rescate y auxilio en la Sierra de Guadarrama es competencia exclusiva del GERA.
El acceso a este grupo es voluntario, está reglamentado, además de experiencia en bomberos de tres años, está sometido a estrictas pruebas de selección como conocimiento de la geografía madrileña, destrezas en esquí, escalada, orientación, o recursos de supervivencia.
En 2013, durante una búsqueda, consiguen contactar telefónicamente con la víctima y le solicitan que mande la ubicación de su móvil vía WhatsApp, y se dan cuenta de que la localizan con un error de tres metros.
El GERA también ha actuado en campañas internacionales como en terremoto de El Salvador de 2001, o el Terremoto de Argelia de 2004. En 2002 también viajaron a Namibia en busca de un madrileño extraviado en la selva. En 2006, una expedición se trasladó a la India para buscar en el Himalaya, a un escalador español desaparecido.
Durante sus 20 primeros años de existencia el GERA participó en unas 3.000 intervenciones, auxiliando a unas 5.000 personas.

## ERICAM
El antecedente al ERICAM nace en los años 80 con las delegaciones que fueron a los terremotos de Méjico en 1985, y al El Salvador en 1986, la rotura de la presa de Tous en 1982 y las inundaciones de Bilbao de 1983. Posteriormente otro grupo de bomberos, en 2004, tras un terremoto se traslada a Marruecos (Alhucemas) junto a bomberos del Ayuntamiento, Cruz Roja y unidades caninas de Getafe. Siempre de movilizados de forma voluntaria y de forma altruista mejorando la ayuda humanitaria madrileña. Este grupo nace en el espíritu solidario y vocacional implícito del bombero de ayudar a los demás allá donde sea necesario.
A finales de la década de los 2000, se inician a crear documentos, aun sin respaldo oficial, que regulase su actividad y protocolos de actuación, basándose por ejemplo en otros servicios, como los BUFS del Ayuntamiento de Madrid. Entonces, un grupo de bomberos y oficiales crean un documento regulador que se eleva a la jefatura del Cuerpo. La Dirección General de Protección Ciudadana, lo toma en consideración y decide comprar material básico requerido, a lo que prosigue la construcción de una nave prefabricada en Las Rozas que haría de almacén y punto de referencia para activaciones y entrenamientos. A este llamamiento respondieron unos 200 bomberos voluntarios con experiencia mínima de dos años. Conformado así el ERIC, se integran también miembros del SUMMA para atención sanitaria, así como perros guías mediante convenios.
El 4 de diciembre de2006, en un acto en el Parque de Las Rozas, se presenta oficialmente el ERICAM (Emergencia y Respuesta Inmediata dela Comunidad de Madrid).
En 2009 se organiza en Equipo de Rápida Intervención en Catástrofes (ERIC), como el grupo de alerta formado por bomberos que se activan en un máximo de tres-cuatro horas, y el Equipo de Intervención Sanitaria (EIS), integrado por personal del SUMMA 112. Cada grupo de relevo se mantiene en alerta durante 15 días.
El ERICAM está especializado en el rescate en caso de grandes seísmos pero, dada la versatilidad de los organismos que lo conforman, da respuesta a muy diversas actuaciones en caso de catástrofes como es el caso de los incendios forestales. En los rescates en terremotos el ERICAM está capacitado para realizar:
- Valoración estructural de los edificios.
- Refuerzo de los elementos inestables.
- Apertura de huecos para acceso a las víctimas.
- Tratamiento sanitario de la víctima antes de su traslado al hospital.

Todo ello, dentro de unos estándares de seguridad para los propios miembros del equipo y la víctima en una situación de catástrofe.
En 2010, el grupo coge prestigio, y es invitado como representante de España, a la operación Orión, una maniobra de carácter internacional desarrollada por el Mecanismo Europeo de Protección Civil en Hampsire (Inglaterra) junto a países como Dinamarca, Alemania, Italia, Suecia y Noruega
El 29 y 30 de noviembre de 2011, tras unas pruebas, el ERICAM obtiene la catalogación de equipo USAR ( Urban search and rescue ) que concede el INSARAG de la ONU tras una maniobra de 36 horas. Esta categoría es revisable cada cinco años.

### Actuaciones
Las primeras actuaciones no son internacionales, sino nacionales, con apoyo por ejemplo a Tenerife en 2007, por un grave incendio ocurrido en La Orotava. En años sucesivos, también actuarían en Segovia, Ávila, Teruel, Valencia y Guadalajara.
La primera actuación internacional se lleva a cabo en el año 2009. El ERICAM gestiona el envío de 400 kilos de ayuda humanitaria a Samoa, asolado tras un tsunami.
Entre el 13 de enero de 2010 y el 22 de enero, un grupo de diez bomberos, junto a miembros del SUMMA y a 5 guías con perros de rescate de la Unidad Canina de Protección Civil de Getafe y Las Rozas, se trasladan a Haití para labores de rescate y búsqueda de personas tras un grave terremoto de categoría 7 en la escala Richter, consiguiendo rescatar a dos personas con vida, entre ellos, justo a bomberos de Castilla- León (Óscar Vega en concreto), a un niño de dos llamado Redji Claude entre los escombros de su casa de Puerto Príncipe. Este mismo año, otro grupo acude el 2 de marzo al terremoto de Chile, para analizar edificios, con labores de apuntalamiento y saneamiento en la zona de Penco. El grupo lo forman un grupo de 11 personas del Cuerpo, 2 guías y un perro de la Unidad Canina de Protección Civil de Las Rozas. Regresan el día 9 de marzo.
.En el 2011, son activados a la provincia de Murcia, tras un terremoto ocurrido en la localidad de Lorca.
Entre el 18 y el 30 de abril de 2016, ocho miembros del ERIC, un médico, una enfermera, y dos guías caninos, se trasladan a las labores de búsqueda, rescate y reconocimiento de los edificios, tras el terremoto en Ecuador.
En 2016 el ERICAM es distinguido con Enmienda del 2 de mayo por el gobierno de la CAM y con la medalla al mérito de la protección civil categoría de bronce con distintivo azul otorgada por el Ministerio del Interior de España por su labor en el terremoto de Ecuador.
El 18 de junio de 2017, El Ministerio del Interior ha reconocido la labor del Cuerpo de Bomberos de la Comunidad con la entrega de la Medalla al Mérito de Protección Civil a tres miembros del Cuerpo a los que reconoce su labor en misiones internacionales y en la formación de voluntarios. Además, el ERICAM se traslada a Portugal para apoyar en la extinción de los graves incendios forestales del país vecino en el mes de junio. El convoy lo componen 28 bomberos y tres miembros del Summa 112.

## CECOP
El Centro de Coordinación Operativa del Cuerpo de Bomberos es el centro receptor de llamadas y está ubicado en la sala de operaciones del interior del edificio de Emergencias Madrid 112, en el Paseo del Río de Pozuelo de Alarcón.
Aquí se coordinan todas las operaciones del Cuerpo, y al tener enfrente el Parque de bomberos de Pozuelo, permite que hagan uso de unidades móviles (PCL y PC) para coordinar in situ.
- PC (antiguo PMA)- Este vehículo es un vehículo pesado, de configuración cuatro por cuatro; que una vez desplegado permite disponer de dos salas; una de operaciones y otra de coordinación con una superficie total aproximada de 20 m². Desde este vehículo PMA se gestionan las emergencias que por su entidad o tipología hacen necesaria la gestión desde una ubicación próxima a las mismas.

- Puesto de Control Ligero (PCL): Un vehículo ligero, tipo furgoneta, de configuración cuatro por cuatro de despliegue inmediato. Es un vehículo de apoyo a la jefatura de guardia para la toma de decisiones en la intervención

En 2020, CECOP gestionó 14.641 avisos, de los cuales 6.532 sin intervención.

## Agrupación deportiva bomberos Comunidad de Madrid
El inicio de la agrupación se remonta a un grupo de bomberos aficionados al submarinismo que propusieron la creación de un grupo de rescate subacuático. Las dificultades en cuanto a competencias, y disponibilidad presupuestaria, hicieron fracasar esta iniciativa, pero una nueva propuesta ponía sobre la mesa una creación de club deportivo de bomberos para participar en competiciones deportivas. De este modo nace la Agrupación Deportiva. Así, a la práctica originaria de submarinismo, se le suman deportes como atletismo, fútbol, baloncesto, ciclismo…
En 1986, se recibe una invitación para participar el año siguiente a la carrera campo a través Foulles International 18 (Cross de París), reservado a bomberos de toda Europa celebrada el último domingo de enero. Aún no teníamos un chándal como uniforme, y acudieron sin uniformar y con equipos personales. Ante sorpresa de todos, al año siguiente, 1987, el equipo de la Agrupación Deportiva de la CAM gana la prueba. Entre los años 1987 y 2006, ganaron por equipos hasta en 14 ocasiones, y de modo individual, Marcos Barrantes en 1990 y Fernando García Herreros los años 1995, 1996, 1997, 2003, y 2005.
Posteriormente, en 1989, se dota a la agrupación de Estatutos y se convierte en una asociación sin ánimo de lucro al amparo de la Ley 2/1986, de 5 de junio de la Cultura Física y del Deporte, y con fines exclusivamente deportivos, financiándose con las aportaciones de sus socios, donaciones, subvenciones o beneficios de actos que organice la entidad.
El 27 de junio de 1996, la Comunidad de Madrid, otorgó a la Agrupación la Medalla de Plata al Mérito Deportivo.
«Agrupación Deportiva Bomberos CAM». Consultado el 19 de abril de 2021.

### Memorial

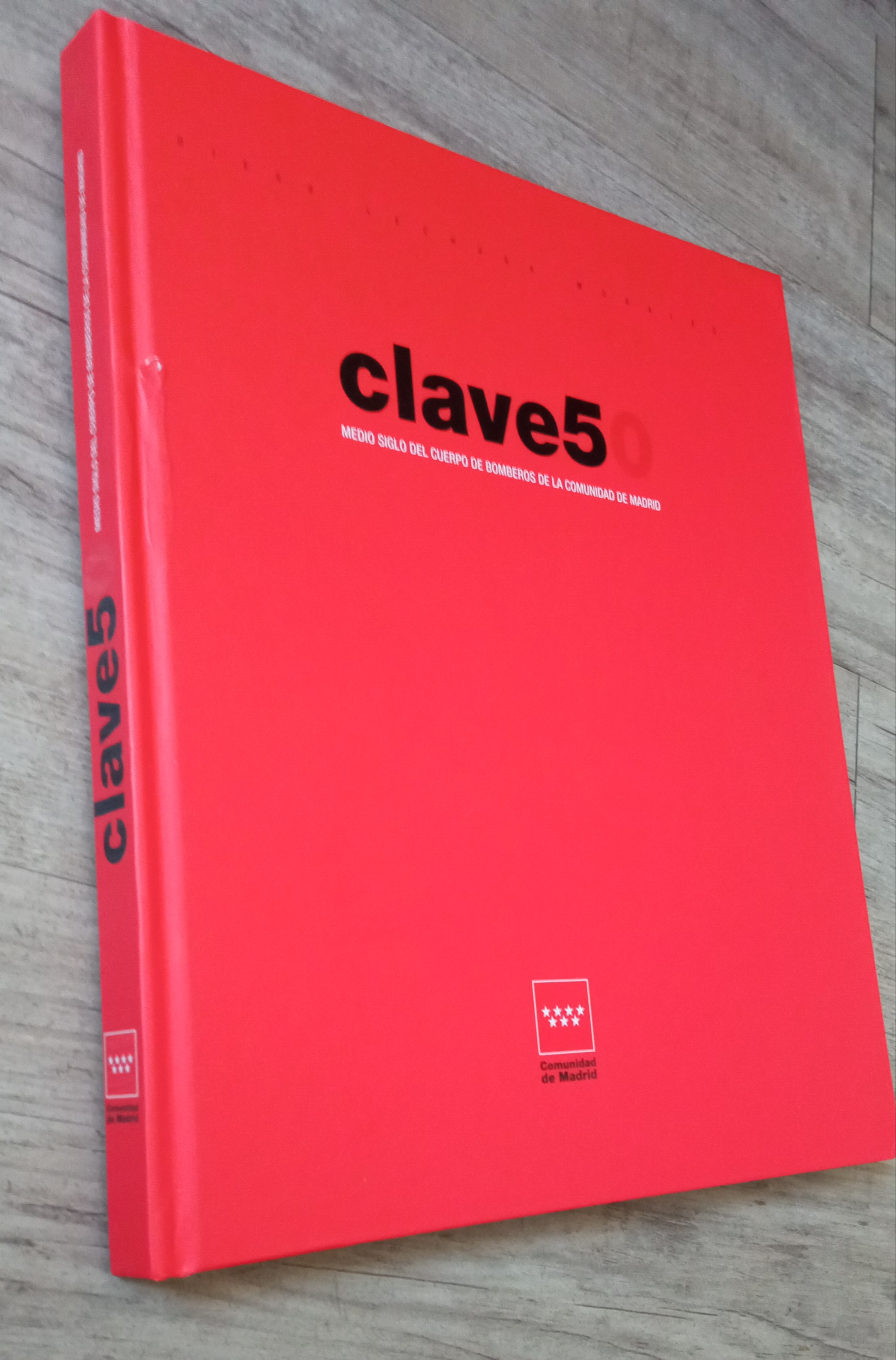
Libro clave 50

En 1994, la Agrupación organiza el primer Memorial de bomberos en recuerdo de Vicente Arroyo, muerto en acto de servicio en 1993. Ésta carrera pedestre, se celebró en el parque de bomberos de Villalba con el nombre Memorial Vicente Arroyo el domingo 6 de noviembre de 1994.
En las primeras ediciones y con una plantilla operativa de 500 Bomberos tenía una participación de unos 300 Bomberos más amigos y familiares.
En 2006, un accidente de tráfico se llevó la vida en acto de servicio a Fernando García Herreros y a Jorge Doblado, y ésta carrera pasó a denominarse simplemente “Memorial de Bomberos de la CAM”.
En 2014 la Carrera del Memorial se graba desde un helicóptero de la empresa Coyot Air.
En 2015 se bate el récord de participantes en el XXII Memorial con 740 atletas inscritos (276 bomberos, de los cuales 228 de la CAM).
El 29 de octubre de 2017 se celebró la XXIV edición del Memorial de Bomberos Comunidad de Madrid. Un año más volvió a ser un éxito. Se inscribieron 1.100 atletas, de los cuales 200 eran niños.
El memorial del año 2020, debido a la pandemia provocada por el coronavirus, se hace de forma virtual por primera vez.
Su página web es https://adbomberoscm.org/